# Osella Engineering
Osella Engineering ist ein italienischer Sport- und Rennwagenhersteller, der früher auch als Osella Corse firmierte. Das von Vincenzo „Enzo“ Osella geführte Unternehmen geht auf die Motorsportabteilung von Abarth zurück. Osella fertigt in erster Linie Wettbewerbsfahrzeuge für Sportwagen- und Bergrennen, die zu den erfolgreichsten ihrer Klassen gehören. In den 1970er und 1980er Jahren unterhielt Osella darüber hinaus unter der Bezeichnung Osella Squadra Corse eigene Werksteams in der Formel 2 und der Formel 1; im Monopostosport konnte sich das Unternehmen jedoch nicht dauerhaft etablieren.

## Geschichte

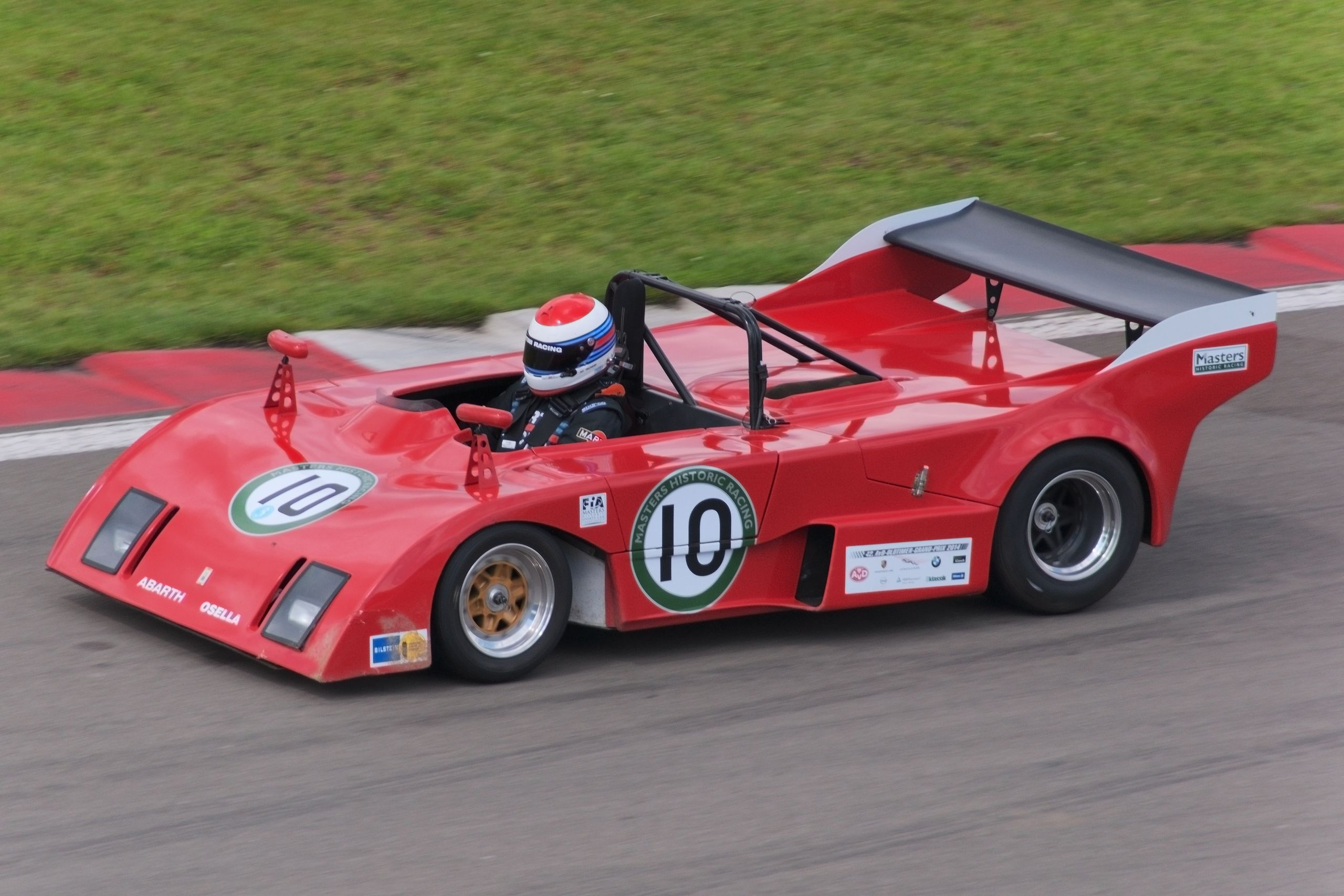
Anfänge mit Sportprototypen: Abarth-Osella PA1 (1972)

Gründer des Unternehmens ist der Turiner Geschäftsmann Enzo Osella, der seit Mitte der 1960er-Jahre für den Sportwagenkonstrukteur Carlo Abarth arbeitete. Enzo Osella war in dieser Zeit auch der Turiner Händler für Abarth-Sportwagen. 1971 verkaufte Carlo Abarth sein Unternehmen an den Fiat-Konzern, der in erster Linie am prestigeträchtigen Namen interessiert war und diesen fortan für die sportlichen Versionen seiner Straßensportwagen nutzte. Abarths Bestand an Rennwagen und sonstigem Material indes übernahm Enzo Osella, der in dem Turiner Vorort Volpiano das Unternehmen Osella Corse gründete. Osella Corse beschäftigte sich in der Folgezeit, seinem Ursprung entsprechend, vor allem mit dem Bau und dem Einsatz von Sportwagen, die sowohl vom eigenen Werksteam, der Osella Squadra Corse, als auch zahllosen Privatteams eingesetzt wurden. Parallel dazu erschien Osella zwischen 1974 und 1990 auch im Formel-Sport, und zwar sowohl in der Formel 3 als auch in der Formel 2 und der Formel 1. Auch hier setzte das Werksteam, die Osella Squadra Corse, ausnahmslos selbst konstruierte Rennwagen ein. Während Osella im Sportwagengeschäft über Jahrzehnte eine feste Größe war, gehört es in der Formel 1 zu den erfolglosen Teams. Osella litt in den 1980er Jahren permanent unter finanzieller Not und war nur selten konkurrenzfähig.
Zu Beginn der Formel-1-Saison 1991 übernahm der italienische Geschäftsmann Gabriele Rumi Osellas Formel-1-Abteilung und führte den Betrieb nach dessen Übersiedlung nach Bergamo knapp zwei Jahre lang unter dem Namen Fondmetal fort. Osella konzentrierte sich ab 1991 wieder auf den Bau und den Einsatz von Sportwagen. Die Zentrale des Unternehmens musste Anfang der 1990er Jahre von Turin nach Atella in der süditalienischen Provinz Potenza verlegt werden. Grund hierfür waren europäische Finanzhilfen: In den späten 1980er Jahren hatte Osella von der Europäischen Union Fördermittel erhalten, die für den Aufbau von Industrieunternehmen in strukturschwachen Regionen bestimmt waren. Die EU bestand auch nach Aufgabe von Osellas eigenem Formel-1-Programm auf einer zweckgerechten Verwendung der Mittel, sodass Osella in Atella ein modernes Werk mit kleinem Windkanal, Fahrsimulatoren usw. baute, in dem ab Mitte der 1990er Jahre zahlreiche erfolgreiche Sportwagen der Marke Osella entwickelt und hergestellt wurden.
Zu Beginn des zweiten Jahrzehnts des 21. Jahrhunderts firmierte das Unternehmen in Osella Engineering um und kehrte ins Piemont zurück. Osella eröffnete Werksanlagen in der im Turiner Umland gelegenen Gemeinde Verolengo.

## Sportwagenrennen

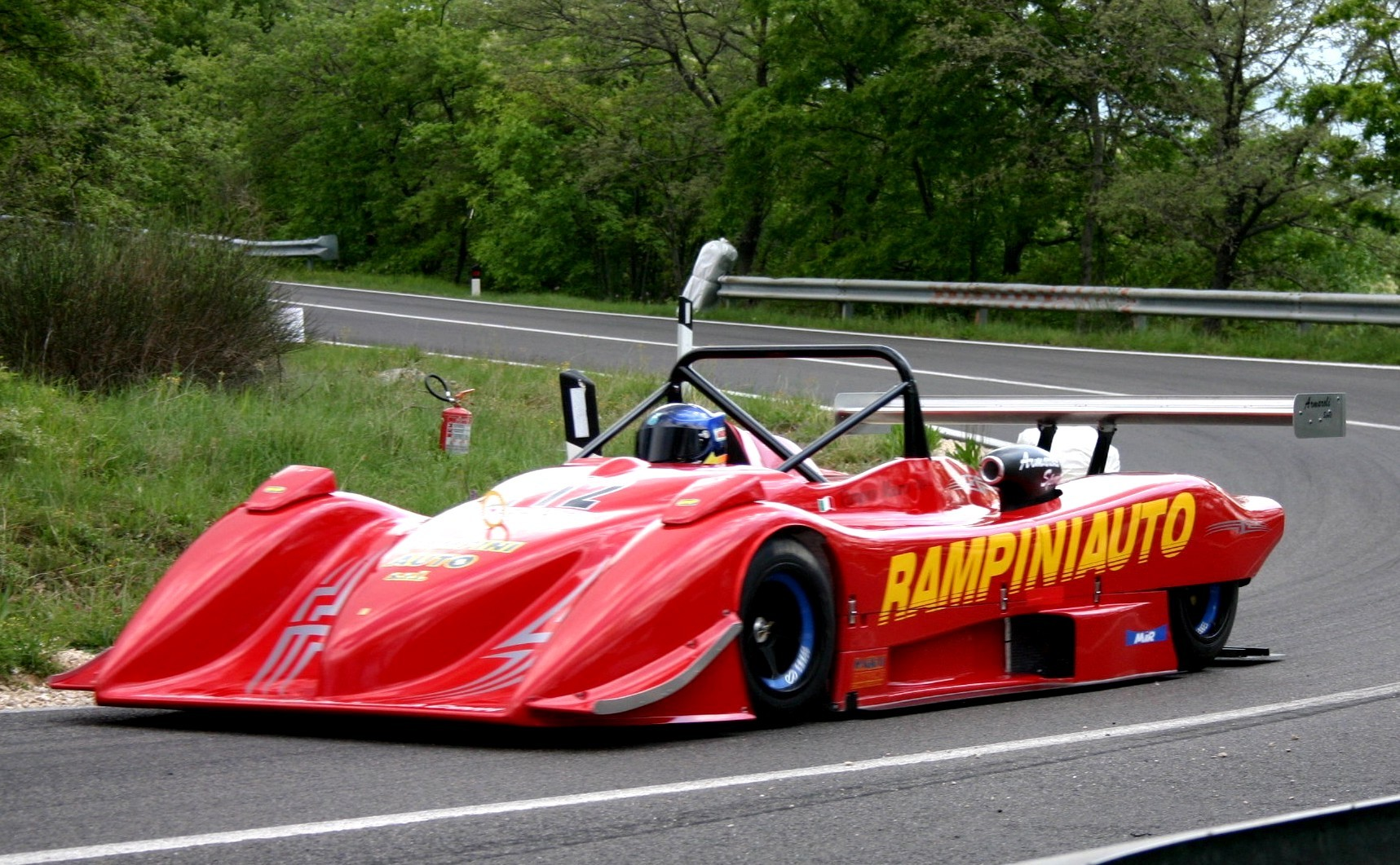
Osella PA20S mit BMW-Motor aus der zweiten Hälfte der 1990er Jahre

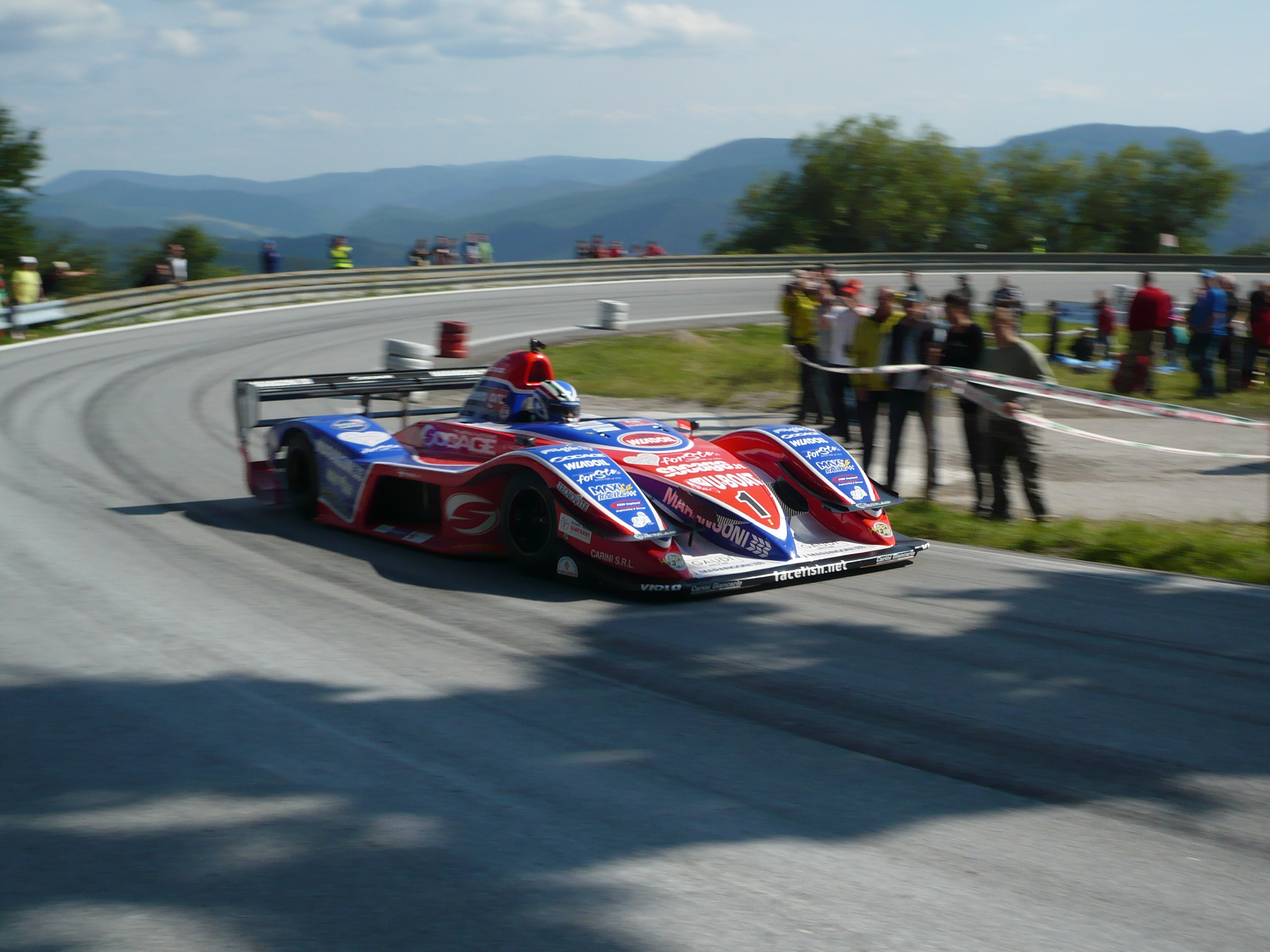
Simone Faggioli im Osella FA30 (2012)

Sportwagenrennen waren und sind das zentrale Standbein von Osella Corse. Die Wagen wurden vom Werksteam und von privaten Kunden in diversen Klassen eingesetzt, vor allem in der Sportwagen-Europameisterschaft und in italienischen und europäischen Bergrennen. Zur Unterscheidung von Osellas Formel-Rennwagen führen die Sportwagen die Bezeichnung PA, gefolgt von einer ein- oder zweistelligen Zahl, die den jeweiligen Typ näher benennt.
Osellas erste Eigenkonstruktion, der Osella Abarth PA1 von 1971, beruhte noch zu großen Teilen auf Komponenten von Abarth. Mit dem PA1 konnte 1973 deren Teamwertung für sich entscheiden. Der 1975 erschienene Osella PA3 sollte das Bild von Osellas Sportprototypen bis einschließlich des Modells PA9 von 1989 prägen. Die Karosserieform wurde nur behutsam weiterentwickelt und blieb fast 15 Jahre aktuell. Diese Wagen dominierten in den 1980er-Jahren die Bergrennen in ganz Europa. Mauro Nesti errang von 1983 bis 1988 sechs Europameister-Titel auf Osella PA9. Herbert Stenger wurde 1984 auf Osella PA7 und 1985 sowie 1986 auf PA7/9 Vize-Europabergmeister.
Einzelne Fahrzeuge, insbesondere einige PA9-Modelle, fanden ihren Weg darüber hinaus in die zweite, ab 1977 aufgelegte CanAm-Serie. Schließlich wurde ein Osella PA8 mit 2-Liter-BMW-Formel-2 von der Scuderia Torino Corse für Mark Thatcher und Lella Lombardi beim 24-Stunden-Rennen von Le Mans 1980 eingesetzt. Der Wagen fiel nach 157 von 338 Runden aus.
Nach dem Formel-1-Ausstieg konzentrierte sich Osella wieder auf die Sportprototypen. 1990 wurde mit dem Osella PA9/90 ein grundlegend modifizierter Gruppe-C3-Bergwagen präsentiert, mit dem Pancho Egozkue 1993 und 1994 Europabergmeister wurde. Das erfolgreichste Osella-Modell ist zweifellos der PA20S. Fabio Danti (1996), Pasquale Irlando (1997–99), Franz Tschager (2000–2002), Denny Zardo (2003), und Giulio Regosa (2004) errangen mit diesem Modell die Europabergmeisterschaft.
Im Jahr 2009 bot Osella die Typen PA20, PA21 und PA27 in unterschiedlichen Motorisierungen und Ausstattungsvarianten für diverse Rennserien an. Die Fahrzeuge werden üblicherweise in der Klasse CN (Produktionssportwagen) eingesetzt. Neuestes Modell ist der Osella FA30. Dieses Fahrzeug wird von einem Zytek-Achtzylinder angetrieben und soll eine Verbindung aus Sportwagen- und Formelfahrzeug darstellen. Es ist Osellas Antwort auf den zunehmenden Erfolg von Formel-3000-Fahrzeugen bei Bergrennen. Simone Faggioli gewann mit dem FA30 ab 2009 bis 2013 fünfmal in Folge die Europa-Bergmeisterschaft in der Klasse der Rennwagen.

## Osella in der Formel 2
Das Sportwagengeschäft erwies sich als lukrativ für Osella. Die Einnahmen aus dem Werksteam und aus dem Verkauf an Kunden ermöglichten es, bald über eine Ausweitung des Geschäfts in den Monoposto-Sport nachzudenken. Ab 1975 baute Osella eine Reihe von Rennwagen für die Formeln 3, 2 und 1. Sie wurden als Osella FA3 (für die Formel 3), FA2 (Formel 2) und FA1 (Formel 1) bezeichnet; im Falle der Formel-1-Wagen erfolgte eine weitere Differenzierung durch Hinzufügung von Buchstaben (A–M).
Den ersten Schritt in den Formel-Sport unternahm Osella mit einer Eigenkonstruktion für die Formel 2. Der FA2 genannte Wagen wurde 1974 entwickelt; geistiger Urheber soll Enzo Osella selbst gewesen sein. Als Triebwerk diente der klassenübliche BMW M12-Motor. Über den Tuner gibt es unterschiedliche Angaben; einige Quellen berichten, Osella habe die Triebwerke selbst vorbereitet.

### 1975
Die Osella Squadra Corse erschien erstmals in der Formel-2-Saison 1975. Als Fahrer wurden Giorgio Francia und Diulio Truffo verpflichtet. An den letzten vier Rennen nahm Truffo nicht mehr teil; er wurde durch Arturo Merzario bzw. Roberto Fillanino ersetzt. Insgesamt verlief die Saison für das junge Team recht erfolgreich. Jedenfalls bis in den Spätsommer 1975 hinein gelang es beiden Fahrern regelmäßig, Zielankünfte in den Punkterängen zu erreichen. Schon beim ersten Rennen des Jahres, dem Gran Premio do Estoril, lief Francia mit dem FA2 als Vierter ins Ziel, und Truffo, der bei diesem Rennen einmalig einen gebrauchten March 742 einsetzen musste, wurde Fünfter. Francia wurde auch in Enna Vierter, die zwei Rennen auf dem Hockenheimring sowie das Rennen in Salzburg schloss er jeweils als Fünfter ab, und daneben gab es noch einige sechste Plätze. Truffos beste Position war ein 5. Platz in Enna. Osellas Ersatzfahrer Merzario und Fillanino erreichten dagegen weniger; sie fuhren keine Meisterschaftspunkte für das Team ein.

### 1976
Die Formel-2-Saison 1976 verlief weniger erfreulich. Das Auto blieb im Kern unverändert, teilweise wurden vier Fahrer gleichzeitig ins Rennen geschickt. Das Team litt ersichtlich finanzielle Not, und mehr als einmal war es auch mit der Vorbereitung der zahlreichen Fahrzeuge überfordert. Als Fahrer wurden Giorgio Francia, Francois Migault, Gianfranco Trombetti und Hans Binder gemeldet. Nach dem sechsten Rennen des Jahres beendete die Osella Squadra Corse die Teilnahme an der Formel-2-Meisterschaft. In den folgenden zwei Jahren konzentrierte sich das Werksteam wieder auf den Einsatz von Sportwagen. Vereinzelt wurden Osella-Wagen noch von privaten Fahrern gefahren, unter ihnen Roberto Filiannino für die Scuderia Torino Corse bei der 1976er Auflage des Gran Premio di Roma in Vallelunga und Charly Kiser für das Team Schweizer Autorennsport beim Rheinpokal 1976 auf dem Nürburgring und beim Gran Premio di Misano 1977.

### 1979
Nach zweieinhalbjähriger Unterbrechung kehrte Osella Corse 1979 wieder in den Formel-Sport zurück. Das Team meldete ein Fahrzeug namens FA2/79 für die Formel-2-Meisterschaft. Bei dem Fahrzeug handelte es sich um eine überarbeitete Fassung des 1975 erstmals vorgestellten Rennwagens. Der FA2/79 verfügte über zeitgemäße Unterboden-Aerodynamik und war deutlich erfolgreicher als seine Vorgänger. Der einzige Fahrer des Teams war Eddie Cheever. Der Amerikaner erzielte drei Siege mit dem rot lackierten Osella, und zwar bereits beim ersten Rennen der Saison, der Daily Express International Trophy auf dem Silverstone Circuit, beim Grand Prix Automobile de Pau und in Zandvoort.

## Osella in der Formel 3
In der Zeit zwischen den beiden Formel-2-Engagements entwickelte Osella einen eigenen Formel-3-Wagen namens Osella FA3, der von zeitgenössischen Berichten als simple Konstruktion beschrieben wird. Augenscheinlich ging es Osella in erster Linie darum, in Zeiten finanzieller Not durch den Verkauf von Formel-3-Rennwagen neue Geldquellen zu erschließen. Einen werksseitigen Einsatz des Formel-3-Wagens gab es jedenfalls nicht. Der FA3 war kein kommerzieller Erfolg. Die meisten Quellen geben eine Produktion von lediglich drei bis vier Fahrzeugen an. Nur einzelne private Fahrer wagten sich an das Auto heran:
- Jean-Jacques Wirtz setzte 1976 für das Team Jolly Club Switzerland einen Osella FA3 mit einem von Repetto getunten Lancia-Motor ein. Wirtz erschien zu zwei Rennen der italienischen Formel-3-Meisterschaft (der Lotteria di Monza im Juni 1976 und dem Gran Premio di Campagnano am 4. Oktober 1976), ferner zu zwei Rennen der deutschen Formel-3-Meisterschaft (beim ADAC-Avusrennen auf der AVUS in Berlin sowie beim 1000-Kilometer-Rennen auf der Nordschleife des Nürburgrings), und schließlich bestritt er die meisten Rennen der Europäischen Formel-3-Meisterschaft.
- Marcello Rosei setzte einen FA3 mit einem von Repetto getunten Lancia-Motor bei einzelnen Rennen der italienischen Formel-3-Meisterschaft ein.
- Piero Necchi setzte beim Gran Premio di Campagnano einen FA3 mit einem von Novamotor getunten Toyota-Triebwerk ein.
- Giorgio Francia erschien mit einem FA3 mit Lancia-Motor bei einzelnen Rennen der Europäischen Formel-3-Meisterschaft.

Gegenwärtig ist die Existenz noch eines FA3 bekannt. Der Wagen steht in Spanien und wird gelegentlich bei Bergrennen eingesetzt.

## Osella Corse in der Formel 1
Ab der Saison 1980 startete Osella in der Formel 1. Bis zur Saison 1990 waren Osella-Rennwagen zu 172 Grands Prix gemeldet, bei 131 Veranstaltungen konnten sie sich für den Start qualifizieren.

### Entstehungsgeschichte des Formel-1-Projekts
Nachdem das Osella-Werksteam in der Formel-2-Saison 1979 erfolgreich gewesen war und mehrere private Rennfahrer Interesse an Kundenautos von Osella gezeigt hatten, entwickelte Enzo Osella Überlegungen für eine Ausweitung seines Formel-2-Engagements, zu denen auch eine Vergrößerung des Werks gehörte. Auf der Suche nach Sponsoren für die folgende Formel-2-Saison wandte er sich an die italienische Tochter des Unilever-Konzerns, die wegen der geringen Abdeckung in der Berichterstattung allerdings kein Interesse an der Formel 2 hatte. Unilever bot Osella aber im September 1979 die Unterstützung für den Fall an, dass das Team in die Formel 1 aufsteige; hiervon erwartete Unilever eine weit größere Medienpräsenz. Osella ging darauf ein und baute in drei Monaten die Grundlage für einen Einsatz in der Formel-1-Weltmeisterschaft 1980 auf, deren erstes Rennen bereits am 13. Januar 1980 stattfand. Die Anfänge des Teams waren deshalb großteils improvisiert.

### Fahrzeuge
Osella Corse entwickelte und baute in den elf Jahren seines Formel-1-Engagements insgesamt drei verschiedene Fahrzeug-Generationen, die jeweils in diversen Ableitungen mehrfach nachgebaut wurden. Eine detaillierte Übersicht über die einzelnen Modelle gibt die Liste der Formel-1-Rennwagen von Osella.

### 1980
Osella begann das erste Jahr in der Formel 1 bereits als Hersteller-Team. Obwohl es nach wie vor die Möglichkeit gab, von einem fremden Werk entwickelte Kundenwagen in der Formel 1 einzusetzen – RAM oder Brands Hatch Racing machten davon noch 1980 Gebrauch – entschied sich Enzo Osella bereits im ersten Jahr für den Einsatz eines eigenen Fahrzeugs.
Der zunächst FA1 (nachträglich FA1A) genannte Wagen wurde im Herbst 1979 von Giorgio Stirano entwickelt. Abgesehen vom Unterbodenprofil, das dem Formel-2-Wagen FA2/79 ähnelte, war das Auto eine Neukonstruktion. Die Konstruktionsmerkmale waren simpel. Monocoque und Karosserie bestanden aus Aluminiumblechen. Lange, ansteigende Seitenkästen enthielten Flügelprofile, der Frontspoiler, der an der rundlichen Fahrzeugnase hing, war klein (und gelegentlich wurde komplett auf ihn verzichtet). Als Triebwerk wurden gebrauchte Cosworth-DFV-Motoren verwendet. Insgesamt war der Wagen deutlich übergewichtig. Offiziell wurde sein Gewicht mit 600 kg angegeben; damit lag er 50 kg über dem Mindestgewicht. Es gibt allerdings zahlreiche Stimmen in der italienischen Presse, die das Übergewicht des FA1A jedenfalls bei den ersten Rennen mit 100 kg angaben. Zum Großen Preis von Südafrika gelang es dem Team, das Gewicht des Autos um 45 Kilogramm zu senken. Der äußere Eindruck des Wagens war von einer eleganten weiß-blauen Lackierung geprägt. Als Sponsoren warben die Zigarettenmarke MS sowie Denim. Deren großflächige Plakatierung sollte ein gesundes Budget des neuen Teams suggerieren, tatsächlich aber waren die Finanzen vom ersten Tag an ein erhebliches Problem.
Die Osella Squadra Corse war das einzige neue Team der Formel-1-Saison 1980. Einige Rennställe, die noch im vorigen Jahr angetreten waren, hatten sich zwischenzeitlich zurückgezogen (Wolf, Merzario, Rebaque und Kauhsen), so dass statt 18 nunmehr nur noch 15 Teams zu den Weltmeisterschaftsläufen antraten. Osella bestritt das erste Jahr in der Formel 1 aus Kostengründen nur mit einem Wagen. Als Fahrer wurde der in Rom lebende Amerikaner Eddie Cheever verpflichtet, der bereits im Jahr zuvor die Formel-2-Saison mit Osella durchlebt hatte.
Die Rennen erwiesen sich als problematisch für das junge Team. Sowohl dem Fahrer als auch dem Team fehlte an vielen Orten die Streckenkenntnis, zudem war man mit der Arbeit an einem Formel-1-Wagen unerfahren. Insgesamt war Osella Corse kaum mehr als ein Statist, die unmittelbaren Konkurrenten waren Teams wie ATS, Shadow oder Ensign. Nachdem Cheever in den ersten beiden Rennen des Jahres als jeweils Langsamster die Qualifikation verpasst hatte, konnte er sich ab dem Großen Preis von Südafrika – mit Ausnahme der Großen Preise von Belgien und Monaco – regelmäßig qualifizieren. Sein bestes Qualifikationsergebnis war der 18. Startplatz beim Großen Preis von Deutschland, bei dem er Bruno Giacomelli im Alfa Romeo und sogar Jody Scheckter im – allerdings problematischen – Ferrari hinter sich lassen konnte. Allerdings sah Cheever zunächst bei keiner Veranstaltung die Zielflagge. Überwiegend waren die Ausfälle auf technische Gründe zurückzuführen: sowohl Getriebe als auch Aufhängung und Motor waren defektanfällig.
Zum Heimrennen, dem Großen Preis von Italien, präsentierte Osella ein neues Auto. Der Osella FA1B war im Wesentlichen eine Neukonstruktion, die von Giorgio Valentini und Enzo Osella selbst erarbeitet worden war. Das neue Monocoque war schmaler, die Flügelfläche im Unterboden konnte deshalb deutlich größer ausfallen. Angeblich entwickelte der FA1B fünf Prozent mehr Abtrieb als das Vorgängermodell. Tatsächlich erwies sich das Auto als spürbar schneller. Bei seinem Debüt in Monza qualifizierte sich Cheever für den 17. Startplatz und kam als 12. (und Letzter) ins Ziel. Es sollte die einzige Zielankunft für Osella in diesem Jahr sein. Allerdings hatte das Auto Potential. Beim anschließende Rennen in Kanada zeigt Cheever die beste Leistung des Jahres: Von seinem 14. Startplatz aus ging er noch vor beiden Lotus, beiden Tyrrell und dem einzigen qualifizierten Ferrari von Gilles Villeneuve ins Rennen. Am Sonntag allerdings fiel nach nur acht Runden die Benzinversorgung aus. In Watkins Glen schließlich erreichte Cheever noch einmal den 16. Startplatz, schied aber mit defekter Aufhängung nach 20 Runden aus.
Nach dem letzten Rennen des Jahres unterzeichnete Eddie Cheever für 1981 einen Vertrag bei Tyrrell.

### 1981
Die Formel-1-Saison 1981 sollte für die Osella Squadra Corse ein Jahr der Unruhe werden.
In seiner zweiten Formel-1-Saison meldete das Team erstmals zwei Autos zur Formel-1-Weltmeisterschaft. Der Schritt hin zu einem Zwei-Wagen-Team erhöhte den Kosten- und Organisationsaufwand erheblich, so dass Teams wie ATS, Ensign und Theodore, die unmittelbaren Konkurrenten Osellas, nach wie vor auf eine solche Entwicklung verzichteten. Enzo Osella hingegen sah darin die Chance, die Zahl der Zielankünfte zu erhöhen: Wenn bei ATS ein Auto ausfiel, war das Rennwochenende für das Team beendet. Wenn hingegen ein Osella ausfiel, konnte das zweite Auto noch immer weiterfahren.
In der Winterpause 1980/81 wurde in Volpiano zunächst ein weiteres Fahrzeug vom Typ FA1B aufgebaut. Es unterschied sich von dem 1980 hergestellten ersten Exemplar nur durch geringfügige Modifikationen, vor allem wurde durch gezielten Leichtbau das zunächst noch beträchtliche Gewicht allmählich reduziert. Angesichts des Teilrückzugs des Reifenherstellers Goodyear, der in der Saison 1981 nur noch Williams und Brabham ausrüstete, musste Osella wie zahlreiche andere Teams auf Michelin-Reifen wechseln.
Zum Großen Preis von Italien im September 1981 debütierte dann ein ganz neues Modell, der Osella FA1C. Verantwortlicher Designer war Giorgio Valentini. Gegenüber dem Vorgängermodell war das neue Auto etwas kürzer; ein auf 2.640 mm reduzierter Radstand sollte die Handlichkeit des Autos erhöhen. Die Aerodynamik war ebenfalls überarbeitet worden; allerdings sagte Enzo Osella später, dass die Karosserie nicht im Windkanal entwickelt worden seien: Die gesamte Aerodynamik folgte allein Valentinis Inspiration. Als Antrieb diente wiederum ein Cosworth DFV-Motor.
Die zweite Saison verlief für das junge Team nicht sehr glücklich. Mit Toleman und RAM gab es zwei neue Konkurrenten im Starterfeld. Zudem begann Osella die Saison mit zwei Fahrern, die keine oder nur sehr geringe Erfahrung in der Formel 1 hatten: Beppe Gabbiani hatte zuvor lediglich in der Formel-1-Saison 1978 zwei Rennen für das Team Surtees bestritten. An seiner Seite sollte zunächst der 33-jährige Italiener Giorgio Francia fahren, der bereits 1975 für Osellas Werksteam in der Formel 2 aktiv gewesen war, seitdem bevorzugt Sportwagen (auch für Osella Corse) bewegte und in der Formel-1-Weltmeisterschaft 1977 ein Rennen für Brabham gefahren war. Kurz vor Saisonbeginn verpflichtete Osella allerdings an seiner Stelle den Argentinier Miguel Ángel Guerra, der über erfreuliche Sponsor-Kontakte verfügte, selbst aber keine Formel-1-Erfahrung aufwies. Gabbiani blieb während der gesamten Saison im Team (allerdings wechselte er nach einigen Rennen die Startnummer), während Guerra nacheinander durch mehrere Fahrer ersetzt wurde.
Beim Saisonauftakt, dem Großen Preis der USA-West in Long Beach, konnte sich nur Gabbiani (als Letzter) qualifizieren; im Rennen fiel er nach 26 Runden infolge eines Unfalls aus. Bei den beiden folgenden Rennen, den Großen Preisen von Brasilien und Argentinien, verpassten beide Osella die Qualifikation. Erst am vierten Saisonrennen in Imola konnten erstmals beide Osella-Fahrer teilnehmen. Gabbiani fiel in der 31. Runde nach eine Kollision mit dem Tyrrell-Piloten Michele Alboreto aus; Guerra hingegen kam nicht einmal über die erste Runde hinaus: Im Startgetümmel ließ er sich von Eliseo Salazar im neuen Wagen von RAM Racing von der Piste drängen, verunglückte brach sich mit dem sich überschlagenden Auto schwer Hand- und Fußgelenke. An seine Stelle trat für zwei Rennen der Italiener Piercarlo Ghinzani, der hier in der Formel 1 debütierte und bei seinem ersten Rennen für Osella den FA1B erstmals ins Ziel brachte (13. Platz mit vier Runden Rückstand beim Großen Preis von Belgien). In Monaco verpassten beide Piloten wieder die Qualifikation. Beim anschließenden Rennen in Spanien kam dann der bereits zu Saisonbeginn avisierte Giorgio Francia zu einem einmaligen Einsatz, verpasste aber mit nahezu sechs Sekunden Rückstand auf die Pole-Zeit von Jacques Laffite im Ligier als Langsamster deutlich die Qualifikation. Hierzu ist allerdings zu sagen, dass Francia im Qualifying kaum zum Fahren kam. Sein Teamkollege Gabbiani hatte zu Beginn des Trainings sein eigenes Auto in einem schweren Unfall zerstört, sodass Francia seinen Wagen an Gabbiani weitergeben musste. Zum anschließenden Großen Preis von Frankreich meldete die Osella Squadra Corse neben Gabbiani kein zweites Auto; der in Spanien von Gabbiani zerstörte zweite FA1B hatte nicht rechtzeitig wieder aufgebaut werden können. Ab dem Großen Preis von Großbritannien verpflichtete Osella schließlich den Franzosen Jean-Pierre Jarier, der zu Beginn der Saison zwei Rennen bei Ligier gefahren war und seitdem ohne Cockpit war. Jarier blieb an der Seite von Gabbiani bis zum Saisonende im Team und trug dazu bei, dass nach und nach wieder etwas Ruhe in den Rennstall einkehrte. Jarier brachte Erfahrung mit und bescherte dem Team bereits bei seinem ersten Einsatz mit einem achten Platz das bislang beste Ergebnis. Dieses Resultat wiederholte er sogleich beim anschließenden Rennen in Deutschland. Jarier kam auch in den verbleibenden Rennen zumeist zuverlässig ins Ziel.
Ab dem Großen Preis von Italien erhielt Jarier exklusiv den neuen Osella FA1C, während Gabbiani bis zum Ende der Saison den alten FA1B bewegen musste. Gabbiani scheiterte damit mehr oder weniger regelmäßig an der Qualifikation.

### 1982

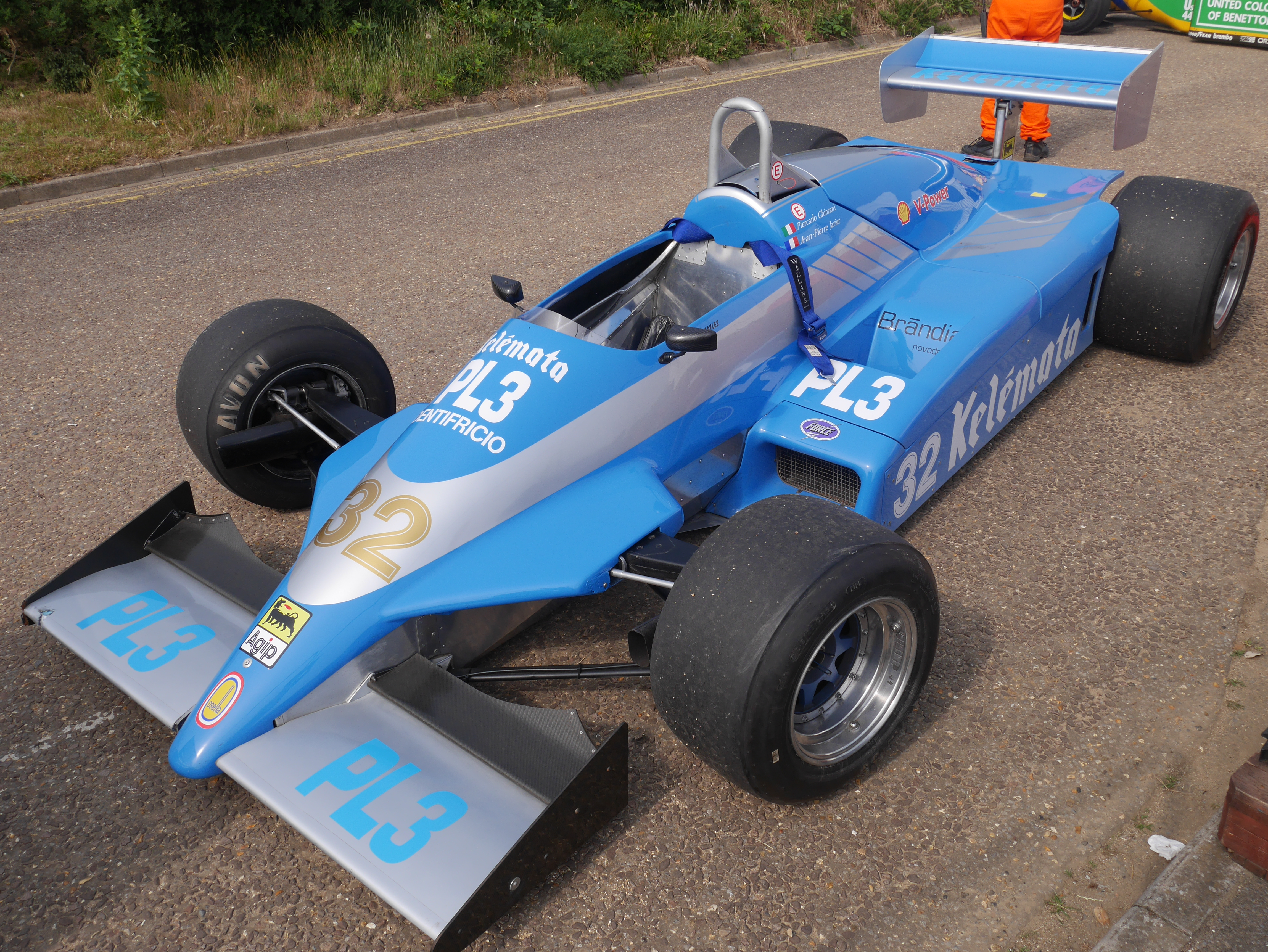
Osella FA1D

Nach dem Ende der zweiten Formel-1-Saison passierte in Osellas Werkstatt wenig. Für einige Wochen war nicht klar, ob Osellas Werksteam auch in der Formel-1-Weltmeisterschaft 1982 würde antreten können. Letzten Endes hing die Zukunft des Teams davon ab, ob es Osella gelänge, einen Fahrer mit belastbaren Sponsor-Kontakten zu finden.
Diesen Fahrer fand Osella im Januar 1982. Es war Riccardo Paletti, der Sohn des wohlhabenden Mailänder Geschäftsmannes Arietto Paletti. Paletti Senior kaufte seinen Sohn für einen kolportierten Betrag von einer Million US-Dollar bei Osella ein; zusätzlich ließ er durch sein eigenes Bauunternehmen eine kleine Teststrecke auf Osellas Werksgelände errichten. Riccardo Paletti hatte nur wenig Erfahrung im Motorsport; er hatte lediglich einige Rennen in der italienischen Formel-3-Meisterschaft und in der Formel 2 mit dem Team Onyx bestritten und dabei keine Resultate erreicht, die ihn für Höheres empfohlen hätten. Der italienischen Presse teilte er mit, dass er sich der Formel 1 durchaus mit einem spürbaren Maß an Angst nähere, doch seine Sponsoren – gemeint war sein Vater – würden diesen Schritt von ihm erwarten.
Mit Palettis Zuwendungen war die dritte Formel-1-Saison für die Osella Squadra Corse gesichert. Bemerkenswerte Änderungen waren allerdings nicht zu verzeichnen. Als erster Fahrer wurde wiederum der Franzose Jean-Pierre Jarier verpflichtet. Für ihn wurde ein zweites Fahrzeug vom Typ FA1C aufgebaut; das im vergangenen September herstellte erste Fahrzeug dieses Typs wurde an Paletti gegeben.
Die Rennen waren von gemischter Qualität. Jarier war der erkennbar stärkere Fahrer des Teams. Er konnte sich mehr oder weniger regelmäßig qualifizieren. Beim dritten Rennen des Jahres, dem Großen Preis der USA-West in Long Beach, bahnte sich eine Sensation an: Jarier qualifizierte seinen zerbrechlichen Osella bei vollem Starterfeld für den zehnten Startplatz und ging damit noch vor John Watsons McLaren und Mario Andrettis Williams ins Rennen. Leider kollabierte am Rennsonntag in Runde 26 die Kraftübertragung, sodass Osella die gute Ausgangsposition nicht nutzen konnte.
Beim darauf folgenden Großen Preis von San Marino konnten sich erstmals beide Fahrer qualifizieren. Allerdings war das Starterfeld stark ausgedünnt. Aufgrund einer Auseinandersetzung zwischen der FISA und der FOCA gingen statt der üblichen 31 nur 14 Fahrer an den Start; die meisten britischen Rennteams (mit Ausnahme der Tyrrell) waren dem Rennen ferngeblieben. Jarier ging als Neunter ins Rennen und kam als Vierter (von fünf verbliebenen Fahrern) ins Ziel. Es war die erste Zielankunft eines Osella in den Punkterängen. Da das Rennen ungeachtet des Boykotts der FOCA-Teams voll gewertet wurde, konnte die Osella Squadra Corse gleich drei Weltmeisterschaftspunkte verbuchen. Da fiel es kaum noch ins Gewicht, dass Paletti, der sich als 13. qualifiziert hatte, bereits nach sieben Runden mit Aufhängungsschaden ausfiel.
Erst beim siebenten Rennen des Jahres, dem Großen Preis der USA in Detroit, qualifizierten sich wieder beide Osellas. Jarier ging als 22. ins Rennen, Paletti als 23. Es war Palettis erste Qualifikation bei vollem Starterfeld. Paletti zerstörte sein Auto bereits in der Einführungsrunde, und Jarier fiel im Rennen aus. Sein mechanisch fragiles Auto war der Rüttelpiste von Detroit nicht gewachsen, sodass letztlich die Aufhängung kollabierte.
Beim anschließenden Großen Preis von Kanada kam es zur Katastrophe. Paletti hatte sich wiederum für das Rennen qualifiziert. Bei der Startfreigabe beschleunigte er mit voller Kraft und übersah dabei, dass ein paar Reihen vor ihm Didier Pironi im Ferrari stehen geblieben war. Paletti schob seinen Osella mit ungebremster Kraft in das Heck von Pironis Ferrari. Während Pironi unverletzt blieb, wurde das Aluminium-Monocoque des Osella geradezu zusammengefaltet. Das Auto fing Feuer, Riccardo Paletti starb – 14 Tage nach dem Tod Gilles Villeneuves – noch auf der Rennstrecke. Vor dem Neustart zog Osella Jariers Auto zurück.
Aus Pietät – und weil kein Geld für ein neues Auto vorhanden war – verzichtete Osella für den Rest der Saison darauf, einen Ersatzfahrer für Paletti zu benennen. Jean-Pierre Jarier kämpfte weiter mit dem unzuverlässigen Osella und litt mitunter an grotesken Defekten. Beim Großen Preis von Deutschland etwa brach ihm das Lenkrad weg. Er erreichte nur noch eine weitere Zielankunft (als 14. beim Großen Preis der Niederlande).
Im Sommer 1982 wurde der FA1C geringfügig modifiziert; er trug nun die Bezeichnung FA1D. Urheber des Autos war Hervé Guilpin, der zuvor bei ATS tätig gewesen war. Der neue Wagen entsprach weitgehend dem Vorgängermodell und wurde zum Großen Preis von Deutschland erstmals eingesetzt, brachte aber keine Verbesserungen. Er erreichte bei den letzten Rennen der Saison keine Zielankunft.
Osella beendete die Formel-1-Saison 1982 mit drei Punkten als Zwölfter der Konstrukteursmeisterschaft.

### 1983

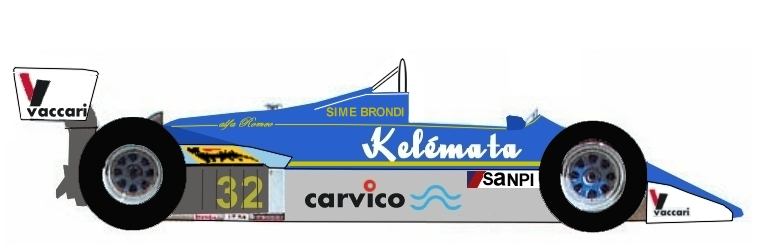
Osella FA1E

Für die Formel-1-Saison 1983 trat ein Verbot des Groundeffects in Kraft. Statt der bisherigen Flügelprofile war nunmehr ein flacher Unterboden vorgeschrieben. Dadurch trat ein erheblicher Verlust an Abtrieb auf, den die meisten Teams mit massiven Heckflügeln wettzumachen versuchten. Das galt auch für Osella. Allerdings gab es hier – anders als bei vielen Konkurrenzteams – kein von Grund auf neues Auto; vielmehr setzte Osella zunächst wieder den bereits bekannten F1D auch in der neuen Saison ein. Giuseppe Petrotta, der verantwortliche Designer des Turiner Teams, modifizierte lediglich den Unterboden und installierte einen voluminösen Heckflügel. Das aerodynamische Konzept des überarbeiteten FA1D war wiederum nicht im Windkanal entwickelt worden; maßgeblich war in erster Linie Petrottas Inspiration.
Der Heckflügel beeinträchtigte, das wurde früh klar, die Aerodynamik erheblich und kostete damit Höchstgeschwindigkeit. Während viele andere Rennställe dies durch die brachiale Kraft der aufkommenden Turbo-Motoren kompensieren konnten, waren die kleinen Teams, die – wie Osella – noch immer auf den Cosworth-Saugmotor setzten, benachteiligt. Enzo Osella erkannte früh, dass sein Team jedenfalls mittelfristig einen neuen, potenteren Motor benötigte. Deshalb ging er im Frühjahr 1983 eine Verbindung zu Alfa Romeo ein, die seit Saisonbeginn ihr Formel-1-Engagement ausgelagert hatten.
In Alfa Romeos Rennsportabteilung Autodelta, die Carlo Chiti leitete, fand nun nur noch die Entwicklung der Formel-1-Chassis und der Motoren statt; der Rennbetrieb wurde hingegen seit Anfang 1983 von Gianpaolo Pavanellos selbständigem Rennstall Euroracing geleitet. Alfa Romeo setzte ab 1983 für das eigene Team einen neuen Turbo-Motor ein; dadurch wurden die alten, bereits 1976 entwickelten Zwölfzylinder-Saugmotoren vom Typ 1260 (Zwölf Zylinder, 60 Grad Zylinderwinkel, gelegentlich auch als TT33-12 bezeichnet), die bei 1979 Brabham und von 1979 bis 1982 im eigenen Team verwendet worden waren, nicht mehr gebraucht. Osella erhielt ab den Europäischen Rennen der Formel-1-Saison 1983 zunächst diese ausgedienten Saugmotoren; ein Jahr später lieferte Alfa Romeo dann die eigenen Turbomotoren an Osella. Die Verbindung zu Alfa Romeo dauerte bis 1988 an. Sie war durchaus ambivalent. Einerseits waren die durstigen, schwachen und zerbrechlichen Alfa-Motoren wesentlich verantwortlich für Osellas schwache Leistungen Mitte der 1980er Jahre; anderseits stellte Alfa Romeo Osellas einzige Möglichkeit dar, überhaupt kostengünstig an Formel-1-Triebwerke zu gelangen. Der Umstand, dass Osella auch 1987 und 1988 noch an den nicht mehr konkurrenzfähigen Turbotriebwerken festhielt, belegt, dass sich das Turiner Team nicht einmal die seinerzeit wieder zugelassenen und von den meisten kleinen Teams verwendeten Cosworth-Saugmotoren leisten konnte.
Osella baute für den Alfa-Motor ein neues Auto, den FA1E. Der Wagen war von Tony Southgate konstruiert worden und griff zahlreiche Anlagen des Vorgänger-Fahrzeugs auf. Der britische Journalist David Hodges berichtet, dass der FA1E im Grunde nicht mehr war als eine Adaption des FA1D an den Alfa-Motor. Damit war er die fünfte Variation des 1980 mit dem FA1 begonnenen Themas, und die europäische Presse betonte wiederholt, dass dem Auto sein Alter anzumerken sei. Der FA1E wurde allgemein als nicht konkurrenzfähig eingestuft; er war unhandlich, schwer abzustimmen und zerbrechlich. Zudem litt er ersichtlich unter den Nachteilen des „neuen“, in Wirklichkeit bereits fünf Jahre alten Motors: Der Alfa-Zwölfzylinder war groß und schwer; dadurch wurde das Handling nachteilig beeinflusst. Er war auch durstig; das bedingte einen größeren Tank bzw. die Herabsetzung der Motorleistung, um den Verbrauch ein wenig zu reduzieren. Letztlich blieb ein Leistungsvorteil von vielleicht 30 PS gegenüber einem passabel getunten Cosworth-Motor. Ein großer Sprung war mit dem Gesamtpaket daher nicht zu erwarten.
Der erste FA1E war zum Großen Preis von San Marino fertiggestellt. Es blieb zunächst ein Einzelstück; erst zum Großen Preis von Großbritannien konnte auch der zweite Fahrer auf einen Osella mit Alfa-Motor zurückgreifen. Die FA1E-Modelle waren kurzlebige Konstruktionen. Sie wurden (mit einer Ausnahme) nur in der Formel-1-Saison 1983 eingesetzt.
In der Formel-1-Saison 1983 stellte Osella wieder ein Zwei-Fahrer-Team auf die Beine. Erster Fahrer des Teams war Piercarlo Ghinzani; daneben wurde Corrado Fabi verpflichtet, den jüngeren Bruder des ebenfalls in der Formel 1 aktiven Teo Fabi.
Insgesamt verlief die Formel-1-Weltmeisterschaft 1983 für Osella ernüchternd. Die früheren Sponsoren Denim und Pioneer hatten die Unterstützung aufgegeben; an ihre Stelle trat das pharmazeutische Unternehmen Kelémata aus Turin, das großflächig auf den nun hellblau lackierten Wagen warb, sowie einige regionale Sponsoren. All dies reichte augenscheinlich nur mit Mühe aus, um den Rennbetrieb zu finanzieren. Osella Corse war ersichtlich knapp bei Kasse und musste vielfach improvisieren. Hinzu kamen die mangelnde Leistungsfähigkeit und die erschreckende Unzuverlässigkeit der Autos. Schließlich hatte keiner der Fahrer nennenswerte Formel-1-Erfahrung. Fabi, der 1982 die Formel-2-Meisterschaft für das March-Werksteam gewonnen hatte und im Winter 1982/83 Italiens Hoffnungsträger war, bewegte bei Osella erstmals ein Formel-1-Auto, und auch Ghinzani hatte nach seinen zwei Formel-1-Versuchen aus dem Jahr 1981 keine weitere Monoposto-Erfahrung gesammelt. All dies führte dazu, dass im Laufe des Jahres keine überzeugenden Rennergebnisse eingefahren werden konnten. Qualifikationen und Nichtqualifikationen hielten sich die Waage; bei 15 Saisonrennen gab es nur drei Zielankünfte.
Bei den ersten drei Rennen der Saison traten beide Osella-Fahrer mit den modifizierten, von einem Cosworth-Motor angetriebenen FA1D-Modellen an. Ghinzani kam mit dem Auto überhaupt nicht zurecht; in den ersten drei Rennen verpasste er regelmäßig deutlich die Qualifikation. Das änderte sich zunächst auch mit dem neuen FA1E mit Alfa-Motor nicht. Erst zum siebenten Saisonrennen, dem Großen Preis der USA in Detroit qualifizierte er sich erstmals. Er ging als 24. ins Rennen (vor Mauro Baldi im Werks-Alfa-Romeo), schied aber im Rennen wegen eines überhitzten Motors aus. In den folgenden Rennen gelang Ghinzani mehr oder weniger regelmäßig die Qualifikation, dabei kam er aber nie über die letzten drei Startreihen hinaus. Sein bestes Qualifikationsergebnis war der 23. Startplatz beim Großen Preis von Italien. Insgesamt qualifizierte sich Ghinzani zu sieben Rennen. Dabei kam er nur einmal – als Elfter beim Großen Preis von Österreich – ins Ziel; ansonsten fiel er immer wieder mit technischen Defekten aus.
Corrado Fabi war insgesamt der erfolgreichere Fahrer. Er schaffte insgesamt neun Qualifikationen; bester Startplatz war die 22. Position beim Großen Preis von Brasilien, bei dem er u. a. den Turbo-getriebenen ATS mit BMW-Motor hinter sich lassen konnte. Auch Fabi litt an der mangelnden Zuverlässigkeit des Autos. Er kam nur zweimal ins Ziel, einmal als 10. beim Großen Preis von Österreich und ein weiteres Mal als 11. beim Großen Preis der Niederlande. Ansonsten ging auch bei ihm viel kaputt; häufigste Schadensquelle war der Motor.
Nach dem letzten Rennen des Jahres wechselte Corrado Fabi zu Brabham.

### 1984

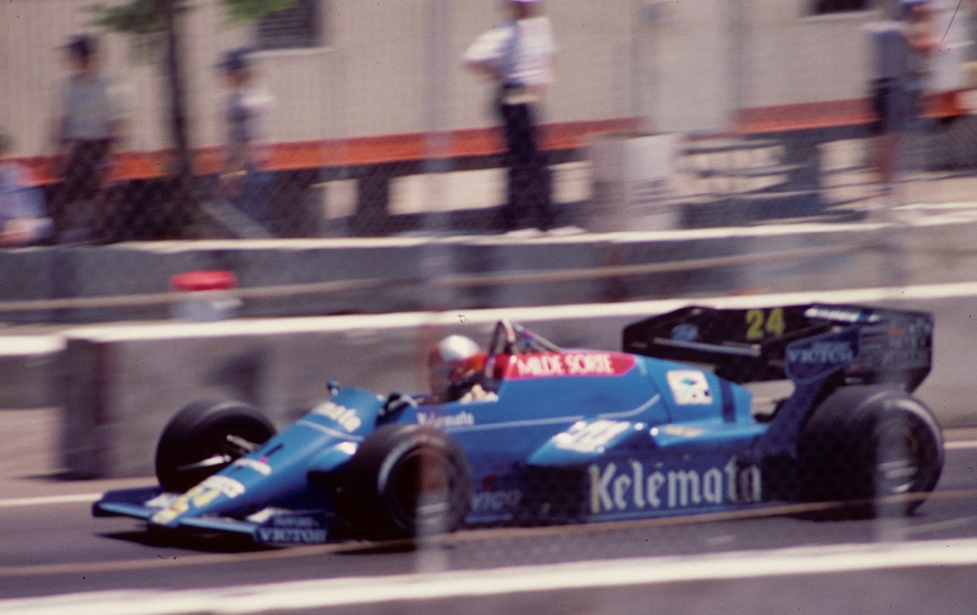
Piercarlo Ghinzani im Osella FA1F, beim Großen Preis von Dallas 1984

In seiner fünften Formel-1-Saison konnte Osella Corse die sportlichen Leistungen konsolidieren. Die Lage verbesserte sich; Osellas Wagen waren einigermaßen konkurrenzfähig und fuhren insgesamt vier Weltmeisterschaftspunkte ein.
Auslöser für den Aufschwung war der Wechsel zu Turbotriebwerken. Osella Corse konnte seit Jahresbeginn auf die von Carlo Chiti konzipierten Achtzylinder-Turbos von Alfa Romeo vom Typ 890T zurückgreifen, die seit einem Jahr bereits im Alfa-Werksteam eingesetzt wurden. In Osellas Fall handelte es sich freilich um gebrauchte, wieder aufbereitete Triebwerke der 1983er Generation, die noch über eine mechanische Benzineinspritzung verfügten; neuere Entwicklungen wie z. B. eine elektronische Einspritzanlage behielt Alfa Romeo bis auf Weiteres seinem Werksteam vor.
Erhebliche Änderungen gab es auch im Chassis-Bereich. Das bisher verwendete Osella-Modell, der FA1E, der letztlich eine Abwandlung des bereits 1980 konzipierten FA1A war, ließ sich nicht mehr für den Betrieb mit Turbomotoren umrüsten. Osella musste daher ein komplett neues Chassis auf die Beine stellen. Auch hier half Alfa Romeo. Von Autodelta bzw. Euroracing erhielt Osella einen fahrbereiten Rennwagen vom Typ T183, der auf den Alfa-Turbomotor zugeschnitten und im Jahr zuvor von Andrea de Cesaris und Mauro Baldi eingesetzt worden war. Osella übernahm den T183, installierte einige eigene Komponenten und bezeichnete das Auto als Osella FA1F. Dieses auf Alfa-Komponenten beruhende Fahrzeug wurde beim ersten Rennen der Saison von Piercarlo Ghinzani eingesetzt und beim zweiten Rennen in einem schweren Unfall zerstört. Ab dem dritten Rennen setzte Osella einen neuen FA1F ein. Dieses zweite Fahrzeug übernahm die wesentlichen Konstruktionsmerkmale des Alfa T183, war aber anders als der erste FA1F in manchen Details Osella-spezifisch modifiziert. Die Änderungen waren in erster Linie auf die Verwendung kostengünstiger Teile und Konstruktionsprinzipien gerichtet; der FA1F war daher in mancher Hinsicht ein simplifizierter Alfa Romeo T183. Im Laufe des Jahres 1984 kam ein dritter FA1F hinzu, der weitgehend dem zweiten Exemplar entsprach. Der FA1F war das Grundmodell der zweiten Osella-Generation, die bis zur Formel-1-Weltmeisterschaft 1988 in diversen Abwandlungen eingesetzt wurde.
Osella begann die Formel-1-Weltmeisterschaft 1984 mit nur einem Fahrer. Piercarlo Ghinzani ging in seine zweite volle Saison für das Turiner Team. Für den Großen Preis von San Marino in Imola, einem der beiden Heimrennen Osellas, wurde daneben der junge Österreicher Josef „Jo“ Gartner verpflichtet, einen erfolgreichen Monoposto-Piloten, der in der Formel 2 ein eigenes Team unterhielt und beträchtliche finanzielle Unterstützung der Zigarettenmarke Milde Sorte zu Osella mitbrachte. Danach setzte Gartner aus; erst vom zehnten Rennen, dem Großen Preis von Großbritannien an war er wieder im Boot und fuhr dann bis zum Saisonende regelmäßig den zweiten Osella.
Im ersten Saisonrennen, dem Großen Preis von Brasilien, qualifizierte Ghinzani den zum ersten Osella FA 1F umgebauten Alfa Romeo T183 für den 21. Startplatz. Im Rennen fiel er mit Getriebeschaden aus; ein Defekt, der in dieser Saison noch einige weitere Male eintreten sollte. Beim anschließenden Großen Preis von Südafrika prallte Ghinzani mit dem Wagen im freien Training mit hoher Geschwindigkeit in eine Mauer. Der Wagen zerbrach in zwei Teile und fing Feuer. Ghinzani wurde von einem Streckenposten aus dem Auto gezogen, der Wagen brannte aus und wurde vollständig zerstört. Da Osella aus Kostengründen kein Ersatzfahrzeug vor Ort hatte, konnte Ghinzani, der einige Brandwunden an den Händen erlitten hatte, am Qualifikationstraining und am Rennen nicht teilnehmen. Für die anschließenden Rennen erhielt Ghinzani dann den neu aufgebauten FA1F, der eigentlich für Gartner bestimmt gewesen war.
In Imola beim Großen Preis von San Marino trat Osella erstmals mit zwei Fahrern an. Ghinzani bewegte den neuen F1F, während Jo Gartner bei seinem Debütrennen in der Formel 1 in Ermangelung eines zweiten Turbo-Wagens auf den letztjährigen FA1E mit Alfa-Romeo-Saugmotor zurückgreifen musste. Im Qualifikationstraining kam es zur Sensation: Gartner war mit seinem veralteten, leistungsschwachen Auto schneller als Ghinzani im Turbo-Osella. Gartner qualifizierte sich für den 26. Startplatz, Ghinzani hingegen verpasste die Qualifikation mit 1,8 Sekunden deutlich. Dass er dabei immer noch schneller war als Ayrton Senna im Toleman, der – wegen Reifenproblemen – ebenfalls (und zum letzten Mal in seiner Karriere) die Qualifikation verpasste, war nur ein schwacher Trost. Im Rennen hielt sich Gartner 48 Runden lang tapfer, dann kollabierte das alte Alfa-Triebwerk.
In den folgenden Monaten deutete Ghinzani wiederholt an, dass der turbo-getriebene Osella durchaus Potential hatte. Die Qualifikation war regelmäßig gesichert, und mit einem zwölften Endplatz beim Großen Preis von Frankreich und einem siebenten Platz in Monaco gab es vielversprechende Zielankünfte. Das beste Ergebnis des Jahres erzielte Ghinzani unter schwersten Bedingungen beim spektakulären Großen Preis von Dallas, wo er als 18. (vor Nigel Mansell im Lotus, Corrado Fabi im Brabham und Niki Lauda im McLaren) ins Rennen ging und letztlich Fünfter wurde. Bemerkenswert war, dass Ghinzani und Osella den erheblichen Belastungen durch Staub und Hitze standhielten, während beispielsweise Nigel Mansell einen Kreislaufkollaps erlitt. Beim anschließenden Grand Prix von Großbritannien wurde Ghinzani noch einmal Neunter, und in Monza kam er als Siebenter ins Ziel. Bei allen anderen Rennen fiel Ghinzani aus; häufig kollabierten Bauteile im Umfeld des Motors.
Ab dem Grand Prix von Großbritannien fuhr auch Jo Gartner wieder für Osella; nun stand auch ihm ein FA1F mit Turbomotor zur Verfügung. Gartner qualifizierte sich ebenso wie Ghinzani regelmäßig, kam aber nicht über die letzten drei Startreihen hinaus. Bei seinem ersten Einsatz wurde er in der Qualifikation zwar nur als 27. gezeitet, durfte aber mit Zustimmung aller anderen Teams gleichwohl starten. In seinem fünften Rennen für Osella, dem Großen Preis der Niederlande, kam Gartner erstmals ins Ziel; er wurde Zwölfter. Das Rennen bestritt er unter Schmerzen; aufgrund einer defekten Benzinleitung hatte sich Treibstoff im Cockpit gesammelt, das den Overall und letztlich auch die Haut angriff. Osella ließ ihn gleichwohl weiterfahren. Um Verätzungen zu verhindern, verdünnte man das Benzin, indem bei einem Boxenstopp Wasser ins Cockpit gegossen wurde. Beim folgenden Rennen in Italien zeigte Gartner, dass auch er einen Osella in die Punkteränge bringen konnte: Vom 24. Platz gestartet, kam er vor heimischem Publikum in Monza als Fünfter ins Ziel. Allerdings kam dieses Ergebnis Osella in der Konstrukteursmeisterschaft nicht zugute: Weil Osella die Saison nur mit einem – Ghinzanis – Auto begonnen und das zweite Auto nur sporadisch eingesetzt hatte, flossen Gartners Punkte nicht in die Konstrukteurswertung ein.
Insgesamt beendete Osella Corse die Saison als Elfter mit zwei (gewerteten) Weltmeisterschaftspunkten. Damit hatte man die ebenfalls Turbo-getriebene Konkurrenz von RAM, Spirit und ATS hinter sich gelassen; auch das Tyrrell-Team, dem am Ende des Jahres alle Meisterschaftspunkte wegen Unregelmäßigkeiten bezüglich des Gewichts seiner Autos aberkannt wurden, hatte man überholt. Die Formel-1-Saison 1984 sollte allerdings das letzte Jahr sein, in dem Osella überhaupt Weltmeisterschaftspunkte erreichen konnte.

### 1985
In der Formel-1-Weltmeisterschaft 1985 begann für Osella Corse eine Zeit des Leidens. Das Turiner Team war ungeachtet der relativen Erfolge des Vorjahres ausgesprochen knapp bei Kasse, und im Winter 1984/85 sah es zunächst so aus, als müsste Osella sein Formel-1-Programm einstellen. Letztlich aber fand Osella genug Kapital, um ein einzelnes Auto für die neue Weltmeisterschaft zu melden.
Die technische Basis des Teams blieb gegenüber dem Vorjahr unverändert. Antriebsseitig behielt man Alfa Romeos Turbomotoren bei. Es handelte sich dabei noch immer um die 1983 aufgebauten Aggregate, die nunmehr bei Osella selbst gewartet wurden. In den ersten beiden Rennen des Jahres trat Osella mit dem kaum veränderten Modell FA1F an. Zum Großen Preis von San Marino debütierte dann der Osella FA1G. Anders als die neue Modellbezeichnung erwarten ließ, war der FA1G kein vollständig neues Auto. Vielmehr handelte es sich um einen modifizierten FA1F, der sich von dem ursprünglichen Modell vor allem durch einen verkürzten Radstand und ein am aktuellen McLaren orientiertes, leicht flaschenförmiges Heck auszeichnete. Der Journalist David Hodges berichtet, dass zudem die Aufhängung modifiziert wurde (rundherum Schubstreben statt – wie bisher – vorderer Zugestreben); schließlich erfuhr die Karosserie einige Änderungen: So reichten die Seitenkästen nun nahezu über die gesamte Flanke, und der Heckflügel fiel sichtbar kompakter aus. Abgesehen davon übernahm der FA1G die wesentlichen Strukturelemente des FA1F. Insgesamt war das Auto sehr schwer. Das Team gab ein Übergewicht von 37 Kilogramm an, Ghinzani sprach hinter vorgehaltener Hand dagegen von 50 bis 60 Kilogramm.
Die Fahrerfrage klärte sich kurz vor Saisonbeginn zugunsten von Piercarlo Ghinzani. Enzo Osella hatte anfänglich an Jo Gartner festhalten wollen, da Piercarlo Ghinzani im Winter 1984/85 mit Toleman verhandelte. Gartner versuchte seinerseits, ein Cockpit bei Arrows zu erhalten und zögerte seine Zusage gegenüber Osella hinaus. Als Arrows sich letzten Endes für Gerhard Berger entschied, nahm Gartner erneut Kontakt zu Osella auf und leitete einigen österreichischen Quellen zufolge auch seine Sponsorgelder an Osella weiter. Wenig später platzte allerdings zunächst Ghinzanis Toleman-Traum, sodass auch der Italiener wieder bei Osella im Gespräch war. Osella gab daraufhin Ghinzani sein einziges Auto für die Saison 1985, da ein italienischer Fahrer für ein kleines italienisches Team auch die Chance auf nationale Sponsoren eröffnete. Jo Gartner erhielt für 1985 kein Cockpit in der Formel 1. Er fuhr daraufhin Sportwagenrennen und starb am 1. Juni 1986 beim 24-Stunden-Rennen von Le Mans nach einem schweren Unfall.
Mit dem veralteten, von Improvisation geprägten Technik-Paket verlief die Formel-1-Weltmeisterschaft 1985 für Osella enttäuschend. Zwar gab es bei 16 Rennen nur zwei Nichtqualifikationen (beim Großen Preis von Monaco und beim Großen Preis von Europa in Brands Hatch), aber über die drei letzten Startreihen kam man (bis auf eine Ausnahme) nie hinaus. Im Qualifying hatte man zumeist den Wagen des neuen italienischen Teams Minardi im Griff, ebenso die Tyrrell, solange sie mit Cosworth-Saugmotoren antraten. Später, als auch die Briten Turbomotoren (von Renault) verwendeten, zogen sie an Osella vorbei. Gelegentlich gelang es Osella noch, sich vor einem RAM oder einem Zakspeed zu positionieren; mehr war allerdings nicht zu erreichen. In den Rennen selbst ließen die Resultate ebenfalls zu wünschen übrig. Es gab nur sechs Zieleinläufe, allesamt außerhalb der Punkteränge. Der Osella war erschreckend langsam; wiederholt musste der Ladedruck erheblich abgesenkt werden, um den Benzinverbrauch einigermaßen in den Griff zu bekommen und die alten Motoren nicht über Gebühr zu beanspruchen. Die mangelnde Leistungsfähigkeit zeigte sich an dem Umstand, dass der Osella, wenn er überhaupt ins Ziel kam, jeweils mehrfach überrundet worden war.
Beim Auftaktrennen in Brasilien wurde Ghinzani, der sich eigentlich für den 22. Startplatz qualifiziert hatte, durch Beschluss der Rennleitung auf den letzten Platz zurückgesetzt, weil sein Heckflügel 5 Millimeter zu weit hinten positioniert war. Das Rennen schloss er als Zwölfter mit vier Runden Rückstand ab. In Portugal wurde er mit sechs Runden Rückstand Neunter, und beim ersten Rennen mit dem neuen FA1G wurde er als Zwölfter gewertet. Mit dem 15. Platz beim Großen Preis von Frankreich erreichte Ghinzani seine letzte Zielankunft für Osella; hier hatte er vier Runden Rückstand. Bei allen anderen Versuchen fiel er entweder mit Motordefekt aus oder leistete sich – was zweimal passierte – einen rennbeendenden Unfall gleich in der ersten Runde.
Ghinzani war offensichtlich unzufrieden mit seiner Lage bei Osella. Als das Toleman-Team, das zum Jahresbeginn durch eine Kontroverse mit den Reifenherstellern vorübergehend den Betrieb hatte einstellen müssen, ab dem Frühsommer 1985 ein zweites Auto einsetzen konnte, nutzte Ghinzani die Gelegenheit, um doch noch zu dem britischen Team zu wechseln. An seine Stelle bei Osella trat der Niederländer Huub Rothengatter, der in der Formel-1-Saison 1984 bei Spirit gefahren war (jenem Team, das im Mai 1985 seinen Reifenvertrag mit Pirelli an Toleman verkauft und Toleman damit die Fortsetzung des Rennbetriebes ermöglicht hatte). Rothengatter fuhr ausgesprochen vorsichtig – möglicherweise auf Osellas Anweisung, um größere Schäden am Einzelstück FA1G zu vermeiden – und erreichte kaum etwas. Rothengatter kam in sieben Anläufen dreimal ins Ziel, einmal – beim Großen Preis von Belgien – wurde die Zielankunft allerdings wegen einer zu geringen zurückgelegten Distanz nicht gewertet. Sein bestes Resultat erreichte er beim letzten Rennen der Saison, dem Großen Preis von Australien. Hier zeigte er sich mit dem siebenten Platz (von acht übrig gebliebenen Fahrzeugen) in Punktenähe. Rothengatter hatte wiederum vier Runden Rückstand, und selbst der Sechste – Gerhard Berger im Arrows – hatte ihn noch dreimal überrundet.

### 1986

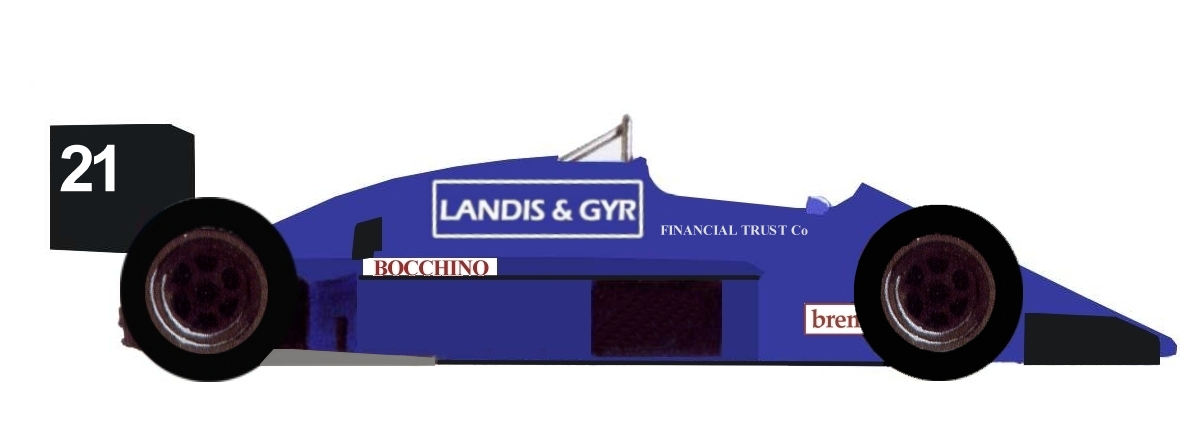
Osella FA1G (Lackierung Großer Preis von Portugal 1986)

Im Laufe des Jahres 1986 stand Osella Corse wiederholt vor dem Aus. Schon zu Saisonbeginn war der Fortbestand des Teams kritisch. Die meisten Sponsoren des letzten Jahres, insbesondere das geduldige Turiner Unternehmen Kelémata, das 1985 großflächig auf den Osellas geworben hatte, waren nach dem letzten Rennen 1985 abgesprungen.
In der Winterpause 1985/86 gab es in italienischen Zeitungen wiederholt Berichte über eine Fusion zwischen Euroracing und Osella. Äußerer Anlass war der Umstand, dass sich Alfa Romeo mit Ablauf der Formel-1-Weltmeisterschaft 1985 endgültig aus der Formel 1 zurückgezogen hatte und Euroracing, das Alfas Formel-1-Engagement in der Praxis umsetzte, dadurch ein wesentliches Standbein entzogen war. Das in der italienischen Presse mit dem – frei erfundenen – Namen „Eurosella“ verbundene Projekt kam de facto nicht über das Stadium erster Gespräche zwischen Enzo Osella und dem Euroracing-Chef Gianpaolo Pavanello hinaus.
Die Aussichten verbesserten sich, als sich in den ersten Wochen des Jahres 1986 herausstellte, dass Piercarlo Ghinzanis Dienste bei seinem bisherigen Team Toleman nicht mehr benötigt wurden. Mangels anderer Alternativen unterzeichnete Ghinzani für 1986 bei Osella und brachte einige neue Sponsoren mit dem Team in Verbindung, sodass Enzo Osella es letztlich wagen konnte, eine weitere – die siebente – Saison in der Formel 1 in Angriff zu nehmen. Weitere finanzielle Unterstützung kam ab März 1986 aus Deutschland: Christian Danner, der erste Meister der 1985 neu ausgeschriebenen Formel 3000, kaufte sich mit Geld von BMW bei Osella ein, um nach ersten Anläufen bei Zakspeed 1985 weitere Erfahrungen in der Formel 1 zu sammeln. Danner wurde später durch den Kanadier Allen Berg ersetzt, der seinerseits vorübergehend Alex Caffi Platz machen musste. Damit konnte Osella in der Formel-1-Saison 1986 letztlich wieder mit einem Zwei-Wagen-Team antreten.
Als Sponsor für 1986 trat in erster Linie der Generatorenhersteller Mase auf, dazu kamen temporär lokale Geldgeber wie Orizzonte Piemonte. Vorübergehend plakatierte auch die Jeans-Marke Edmondo auf den Osella. Die materiellen Voraussetzungen waren indes weiterhin sehr schwierig. Osella Corse war hoch verschuldet, auch Enzo Osella selbst war davon betroffen. Zum Großen Preis von Ungarn hatten sich Mase und auch Edmondo wieder verabschiedet, sodass der weißblaue Osella auf dem Hungaroring nahezu ohne Sponsoren fuhr. Vor dem Großen Preis von Italien von Italien war Osella nahezu zahlungsunfähig; die Schließung des Rennstalls stand unmittelbar bevor. Rettung brachte der junge Rennfahrer Alex Caffi, der das Schweizer Energie-Unternehmen Landis & Gyr als Sponsor vermittelte. Zur gleichen Zeit sah man erstmals großflächige Aufkleber des Felgenherstellers Fondmetal, der Osella in den nächsten Jahren treu bleiben sollte. Inzwischen waren die ehemals weiß und hellblau lackierten Wagen in einheitlichem Dunkelblau gefärbt, das die Schwerfälligkeit der klobigen Autos optisch nachteilig hervorhob.
Osella konnte, aller Unterstützung zum Trotz, zum Saisonbeginn keine neuen Autos auf die Beine stellen. Die Rennen mussten daher mit dem bekannten Material bestritten werden. Der FA1G, nach wie vor ein Einzelstück, wurde an Ghinzani gegeben, während Danner, der Neuling, mit einem alten FA1F vorliebnehmen musste, der bereits in seine dritte Saison ging.
Osella verwendete zunächst weiter die Turbomotoren von Alfa Romeo. Die Triebwerke wurden bei Osella selbst vorbereitet.
Anfang 1986 konnte sich Enzo Osella Hoffnung auf ein neues Triebwerk machen. Seine Wahl war auf den Sechszylinder-Turbo von Carlo Chitis Werk Motori Moderni gefallen, der seit 1985 bei Minardi eingesetzt wurde. Augenscheinlich hat es erste Gespräche zwischen Enzo Osella und Carlo Chiti hierzu gegeben. Letztlich kam das Motori-Moderni-Triebwerk doch nicht zu Osella. Über die Gründe hierfür wurde in der italienischen Presse viel spekuliert. Nüchterne Kommentatoren schrieben dies dem Umstand zu, dass Osella den geforderten Preis für die neuen Triebwerke nicht zahlen konnte; andere berichteten, das Geschäft sei nur an Minardi gescheitert, der die von ihm (mit-)finanzierten Motori Moderni-Triebwerke exklusiv für sein Team exklusiv behalten wollte und zudem mit seinem Veto Enzo Osellas Verhalten replizieren wollte, der 1984 die Weitergabe von Alfa-Turbomotoren an Minardi abgelehnt hatte.
Noch bevor eine endgültige Entscheidung über die Verwendung des Motori-Moderni-Triebwerks gefallen war, begann Osella mit dem Bau eines neuen Autos, das zielgerichtet auf diesen Motor zugeschnitten war. Urheber dieses FA1H genannten Wagens war der Ingenieur Giuseppe Petrotta, der zwar noch immer viele Komponenten der Alfa-Romeo-Struktur verwenden musste, in zahlreichen Details aber eigenständige Lösungen umsetzte. Der FA1H wurde als fahruntaugliches Modell erstmals beim Großen Preis von San Marino gezeigt, wobei ausdrücklich auf die künftige Verwendung von Motori Moderni-Triebwerken hingewiesen wurde. Nach der negativen Entscheidung von Motori Moderni wurde der FA1H letztlich für die Verwendung von Alfa-Turbomotoren umgerüstet. Er blieb ein Einzelstück, das nur bei zwei Rennen eingesetzt; dann wurde er bei einem Rennunfall zerstört. Für 1986 gab es kein weiteres Exemplar des FA1H; Osella bestritt die restlichen Rennen des Jahres mit den bekannten FA1G und FA1F. Ein Nachfolger des FA1H erschien erst 1987 unter dem Namen FA1I.
Der Ablauf der Rennen und ihre Ergebnisse gaben auch 1986 keinen Anlass zur Freude.
Das Umfeld war unglücklich für Osella. 1986 war die einzige Saison in der Geschichte der Formel 1, in der alle Teams zwingend mit Turbotriebwerken antreten mussten. Die Teams, die 1985 die fragilen Motoren von Brian Hart eingesetzt hatten und damit gelegentlich für Osella in Schlagdistanz gewesen waren, hatten entweder den Betrieb eingestellt (RAM und Spirit), oder sie verwendeten nun konkurrenzfähigere Motoren (im Falle des Toleman-Nachfolgers Benetton Formula den BMW-Motor, das Team Haas erhielt den neuen Cosworth-Turbo). Auch die junge Konkurrenz von Minardi und Zakspeed war dabei, sich einigermaßen zu etablieren.
Insgesamt war Osella 1986 der erfolgloseste Rennstall. Ghinzani, der ganz überwiegend den FA1G bewegte, kam nur einmal ins Ziel. Sein elfter Platz beim Großen Preis von Österreich war zugleich das beste Resultat des Teams in diesem Jahr. Drei weitere Zielankünfte erreichte das zweite Auto. Wenn die Osellas ins Ziel kamen, waren sie jeweils mehrfach überrundet. So hatte Ghinzani in Österreich sechs Runden Rückstand auf den Sieger, bei den weiteren Zielankünften (in Deutschland, Portugal und Mexiko) waren es sogar jeweils sieben. Ansonsten fiel alles Mögliche an den Autos aus. Häufig war es der Motor; im Laufe der Saison gab es nicht weniger als zwölf Defekte am Motor, sieben davon im Bereich des Turboladers. Daneben auch – insbesondere am alten FA1F – die Elektronik oder das Getriebe. Beim Großen Preis von Frankreich debütierte der FA1H als Einzelstück. Ghinzani fuhr das Auto im Training und im Rennen, fiel aber am Sonntag nach einer Kollision mit Alessandro Nanninis Minardi aus. In den restlichen Veranstaltungen bewegte Ghinzani wieder den bekannten FA1G.
Christian Danner, Osellas zweiter Pilot, fuhr den drei Jahre alten FA1F vom Großen Preis von Brasilien bis zum Großen Preis von Kanada. Er kam bei keinem der sechs Anläufe ins Ziel. Nach dem Rennen in Montréal gelang es ihm, zu Arrows zu wechseln, wo er den zuvor verunglückten Marc Surer ersetzte.
An seine Stelle trat der junge Kanadier Allen Berg, der bislang vor allem in kleineren Klassen in Nordamerika und Australien angetreten war. Berg fuhr ausgesprochen vorsichtig und qualifizierte sich regelmäßig nur für den letzten Startplatz. Nach Bergs Aussagen erhielt er im Training wenig Gelegenheit zum Fahren, da Material gespart werden musste. Immerhin gelangen ihm drei Zielankünfte, jeweils mit sieben Runden Rückstand auf den Sieger. Bei seinem dritten Rennen, dem Großen Preis von Großbritannien, erhielt Berg den FA1H. Nach dem Start kollidierten in der ersten Runde Christian Danner im Arrows, Piercarlo Ghinzani mit dem Osella FA1G und Jacques Laffite im Ligier miteinander; mit einiger Verzögerung beteiligte sich auch Berg an dem Unfall. Der neue FA1H wurde in seinem zweiten Rennen so schwer zerstört, dass er nicht mehr aufgebaut werden konnte.
Zum Großen Preis von Italien in Monza wurde Berg einmalig durch den italienischen Debütanten Alex Caffi ersetzt. Caffi qualifizierte sich als 27., durfte aber mit Zustimmung aller Teams am Rennen teilnehmen. Er kam ins Ziel, wurde aber nicht gewertet, da die zurückgelegte Distanz (45 von 51 Runden) zu gering war.

### 1987
In der achten Formel-1-Saison hatte Osella Corse weiterhin Mühe, Anschluss an die Konkurrenz zu finden. Die bloße Teilnahme an der Weltmeisterschaft war eine bemerkenswerte Leistung für das Turiner Team. Landis & Gyr, Edmondo und einige kleinere Sponsoren ermöglichten das regelmäßige Antreten; ein nachhaltiger Entwicklungssprung war damit noch immer nicht möglich. Osellas Formel-1-Team bestand 1987 aus 16 Mitarbeitern.
Osella Corse bestritt zwölf der 16 Rennen des Jahres 1987 mit nur einem Fahrzeug. Stammfahrer war Alex Caffi. Bei vier Veranstaltungen wurde zudem ein zweites Auto für die Debütanten Gabriele Tarquini (Großer Preis von San Marino) und Franco Forini (Große Preise von Italien, Portugal und Spanien) eingesetzt.
Zum Saisonbeginn erschien ein neues Auto, der Osella FA1I. Der Wagen entsprach im Großen und Ganzen dem im Vorjahr von Allen Berg zerstörten FA1H, der ein Einzelstück geblieben war; gegenüber dem FA1H war beim FA1I allerdings die Aufhängung modifiziert und die Aerodynamik überarbeitet worden. Letzteres betraf in erster Linie die Seitenkästen, die einer italienischen Pressemitteilung zufolge im Windkanal von Dallara entwickelt worden sein sollen. Maßgeblicher Ingenieur war wie beim Vorgängermodell Giuseppe Petrotta. Antriebsseitig blieb Osella auch in diesem Jahr, obwohl 1987 erstmals wieder Saugmotoren zugelassen waren, bei den bekannten Turbotriebwerken von Alfa Romeo. Mit den Mitteln von Landis & Gyr erwarb Osella einige jüngere Motorblöcke von Alfa Romeo. Neu aufgebaut waren diese Triebwerke freilich nicht: Es handelte sich um Motoren, die Ende 1985 im Alfa-Werksteam verwendet worden waren. Immerhin waren sie – anders als die bislang bei Osella eingesetzten Triebwerke – nunmehr mit einer vollelektronischen Benzineinspritzung ausgerüstet und verfügten über einige weitere Neuerungen. Zugriff auf Alfa Romeos neu konstruierten Vierzylinder-Turbomotor 415T hatte Osella unter anderem aus finanziellen Gründen nicht.
Der FA1I wurde während des ganzen Jahres von Alex Caffi bewegt. Einige Darstellungen berichten, Caffi hätte bei den Überseerennen zum Saisonende ein neues Modell namens FA1L eingesetzt. Diese Information findet in den offiziellen Meldelisten keine Bestätigung; das Modell FA1L wurde danach erstmals zum Großen Preis von San Marino 1988 eingesetzt. Es ist auch kein Bild von einem FA1L in 1987er Lackierung verfügbar. Vom FA1I baute Osella im Laufe des Jahres 1987 zwei Exemplare. Gabriele Tarquini, der nur einmal für Osella fuhr, hatte keinen Zugriff darauf; bewegte einen von 1985 stammenden FA1G. Franco Forini erhielt dagegen für seine drei Einsätze in der zweiten Jahreshälfte nach einigen Quellen den zweiten FA1I; andere Quellen gehen davon aus, dass er ebenso wie vor ihm Tarquini den alten FAG einsetzen musste.
Die Formel-1-Saison 1987 verlief insgesamt enttäuschend. Zwar gab es die eine oder andere erfreuliche Qualifikationsleistung; in den Rennen selbst konnte dies indes nie umgesetzt werden.
Bis zum Sommer bestand das Starterfeld der Formel 1 aus maximal 26 Fahrzeugen. Damit war die Qualifikation für Caffi zunächst kein Problem. Zumindest in der ersten Jahreshälfte hatte Caffi einen oder beide Saugmotor-Tyrrell, den AGS von Pascal Fabre und die Turbo-getriebenen Wagen von Minardi und Zakspeed einigermaßen sicher im Griff. Das schönste Qualifikationsergebnis erreichte Caffi beim Großen Preis von Monaco, wo er sich als 16. qualifizierte – vor den Ligier, dem Lotus-Honda von Satoru Nakajima und dem (allerdings problematischen) Brabham-BMW von Andrea de Cesaris. Ansonsten erreichte er dreimal den Startplatz 20 (in San Marino, Frankreich und Großbritannien) und viermal den 21. Startplatz. Schwieriger wurde die Lage im Spätsommer. Ab dem Großen Preis von Ungarn meldete Larrousse ein zweites Fahrzeug, und kurz danach war auch das neue Team Coloni am Start, sodass die Qualifikation nunmehr zu einer wirklichen Ausscheidung wurde. In Spanien scheiterten erstmals beide Osella an der Qualifikation – sogar Nicola Larini im noch nicht ganz fertiggestellten Coloni war schneller gewesen – und in Australien, wo der engagierte Roberto Moreno bei AGS den zurückhaltend fahrenden Pascal Fabre ersetzt hatte, qualifizierte sich Caffi ebenfalls nicht zum Rennen.
So schön die Qualifikationsergebnisse zumindest teilweise waren: Zählbare Ergebnisse wurden daraus nicht. Im gesamten Jahr erreichte Osella keine einzige Zielankunft. Beim zweiten Rennen der Saison, dem Großen Preis von San Marino, fiel Caffi fünf Runden vor Schluss wegen Benzinmangels aus. Aufgrund der zurückgelegten Distanz wurde er als Zwölfter gewertet. Weitere Wertungen gab es nicht. Abgesehen von einer Aufgabe beim Auftaktrennen in Brasilien, wo Caffi wegen austretender Benzindämpfe den Wagen abstellen musste, waren die Ausfälle ganz überwiegend auf die erhebliche Unzuverlässigkeit des Osella zurückzuführen. Sechsmal fiel allein Caffi wegen Motor- oder Turboschadens aus, dreimal streikte die Elektrik und ebenso oft das Getriebe. Bei Forini brach zudem in beiden Rennen, an dem er teilnahm, die Radaufhängung. Und wenn überraschend alles am Wagen hielt, dann ging Caffi kurz vor Schluss das Benzin aus. Wenn Osella Benzin sparen wollte, musste der Ladedruck ganz erheblich reduziert werden – zumeist so weit, dass der Leistungsvorteil der Turbos gegenüber den Saugmotoren nivelliert wurde.
Am Ende der enttäuschenden Saison wechselte Alex Caffi zum italienischen Konkurrenzteam Dallara/BMS (Scuderia Italia), das deutlich besser aufgestellt war als Osella. Enzo Osella verpflichtete für 1988 den bislang bei Coloni gestarteten Nicola Larini, während Gabriele Tarquini bei Coloni anheuerte. Forini hingegen erhielt keine weitere Chance in der Formel 1.

### 1988

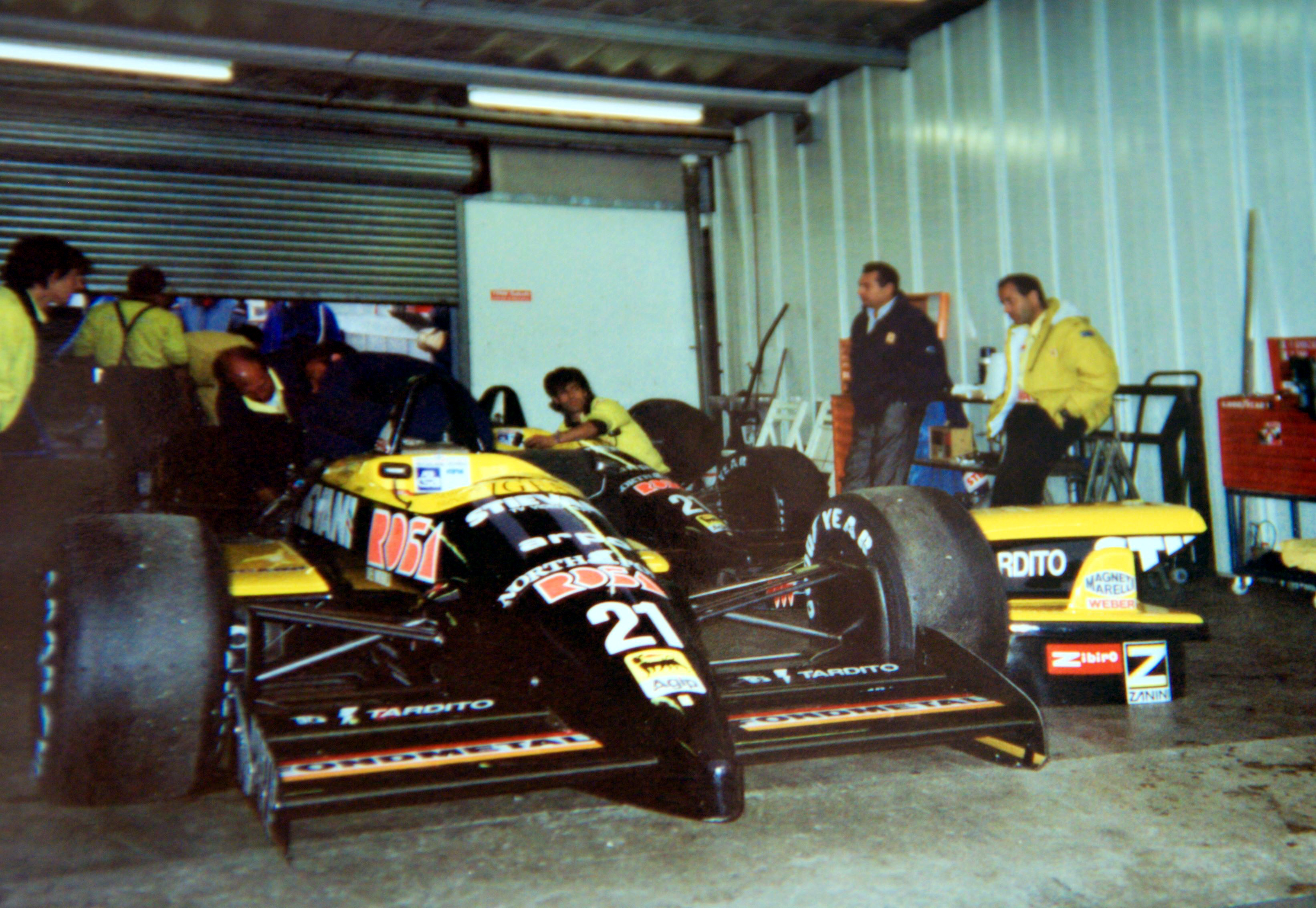
Osella FA1L beim Großen Preis von Großbritannien 1988

Die Formel-1-Weltmeisterschaft 1988 stellte eine große Herausforderung für Osella dar. Es gab reglementsbedingte Änderungen im technischen Bereich, die insbesondere die Leistungsvorteile der Turbomotoren weiter begrenzten. Daneben verschärfte sich die Konkurrenzsituation gegenüber dem Vorjahr noch einmal. Nachdem 1987 bereits March, Larrousse und Coloni debütiert hatten, meldeten sich mit Dallara/BMS (Scuderia Italia), Rial und EuroBrun drei weitere neue Teams zur Formel-1-Weltmeisterschaft, sodass 1988 insgesamt 18 Teams antraten.
Für Osella gab es zum Jahresbeginn Schwierigkeiten bei der Triebwerkfrage. Äußerer Anlass war der Umstand, dass Alfa Romeo die eigenen Turbo-Motoren künftig nicht mehr in der Formel 1 sehen wollte. Gründe hierfür gab es viele. Einerseits war Alfa Romeo ein Jahr zuvor vom Fiat-Konzern übernommen worden, der mit Ferrari bereits ein (erfolgreiches) Standbein in der Formel 1 hatte und keinen Sinn darin sah, mit einer weiteren Marke am Grand-Prix-Sport teilzunehmen. Andererseits war die Leistungsfähigkeit der Alfa-Motoren mittlerweile so begrenzt, dass sie kaum noch geeignet waren, im positiven Sinne Werbung für die Marke Alfa Romeo zu machen. Enzo Osella suchte dementsprechend zum Jahreswechsel 1987/88 nach einer Alternative und bemühte sich ernsthaft um Cosworth-Saugmotoren. Aus vielerlei Gründen – unter anderem wegen finanzieller Engpässe – wollte Osella bei der Vorbereitung und Revision der Motoren weder auf Cosworth noch auf einen externen, vom Hersteller lizenzierten Tuner wie Hart, Langford & Peck o. ä. zurückgreifen; vielmehr sollten diese Arbeiten kostengünstig in Osellas eigener Werkstatt durchgeführt werden. Damit allerdings war Cosworth nicht einverstanden, sodass das Geschäft letztlich nicht zustande kam. In Ermangelung weiterer Alternativen musste sich Enzo Osella ein weiteres Mal an Alfa Romeo wenden. Dort genehmigte man letztlich großzügig die nochmalige Verwendung der 890T-Motoren – unter der Bedingung, dass sie nicht mehr als Alfa Romeo bezeichnet wurden. Die Triebwerke wurden daraufhin für die Saison 1988 als „Osella 890T“-Motoren gemeldet; im Wesentlichen entsprachen sie aber noch immer den Alfa-Konstruktionen von 1985.
Für die neue Saison ließ Osella ein neues Chassis bauen. Urheber war Antonio Tomaini, ein Weggefährte Enzo Osellas aus der gemeinsamen Zeit bei Abarth, der zwischenzeitlich bei Ferrari tätig gewesen war und Anfang 1988 nach Turin zurückkehrte. Das neue Auto hieß überraschend Osella FA1L (die Modelle FA1J und FA1K gab es nicht). Es machte einen schlanken Eindruck, der allerdings täuschte; im direkten Vergleich zu den Konkurrenten war der FA1L noch immer ein massiges Auto. Das mag zu einem guten Teil daran gelegen haben, dass der FA1L noch immer das Monocoque des FA1I verwenden musste. Die niedrige Motorabdeckung ohne Lufthutze kam der Linie des Wagens allerdings deutlich zugute. Die Karosserie mit ihren flachen Seitenkästen und der spitzen Frontpartie war – ein Novum bei Osella – gründlich im Windkanal erprobt worden. Im Laufe der Saison gab es einige technische Modifikationen; die wichtigste war die Einführung eines selbst entwickelten Sechsganggetriebes zum Großen Preis von Mexiko, das das alte Fünfganggetriebe ersetzte. Daneben waren einige Änderungen am Pop-Off-Ventil zu verzeichnen, das für die FISA wiederholt Anlass zum Einschreiten gegeben hatte. Insgesamt war der FA1L Osellas tiefgreifendste Neuentwicklung seit vielen Jahren. Osella stellte zwei Exemplare des FA1L her; das zweite Chassis war beim Großen Preis von Frankreich erstmals (als Ersatzwagen) einsatzbereit, und vom Großen Preis von Ungarn bis zum Saisonende diente es als Einsatzfahrzeug.
In finanzieller Hinsicht gab es einige Wechsel. Landis & Gyr unterstützte Osella nicht mehr, ebenso wenig Edmondo. Stattdessen warben Stievani und Rosa sowie eine erhebliche Zahl kleinerer und kleinster Sponsoren auf dem Auto, das sich mit einer nunmehr schwarz-gelben Lackierung auch äußerlich von seinen Vorgängern abhob.
Einziger Fahrer des Teams war Nicola Larini, der hier in seine erste komplette Formel-1-Saison ging. Beim Auftaktrennen, dem Großen Preis von Brasilien, musste Larini noch einmal den alten FA1I verwenden. Mit dem schweren Gerät verpasste er die Qualifikation um gute drei Sekunden; sein Rückstand auf die Pole, die Nigel Mansell im Williams hielt, betrug zehn Sekunden.
Zum zweiten Saisonrennen, dem Großen Preis von San Marino, erschien der FA1L. Noch vor dem Zeittraining wurde das Team disqualifiziert. Anlass hierfür war die Position der Pedale, die vor der Vorderachse angesetzt waren. War dies 1987 noch ohne Weiteres zulässig gewesen, so schrieb das Reglement für 1988 eine weiter zurückgesetzte Position vor – allerdings nur, soweit es sich um ein neues Auto handelte. Osella verwies darauf, dass der FA1L eine bloße Modifikation des Vorjahresmodells sei – in diesem Falle hätten die Pedale wie 1987 noch vor der Vorderachse liegen dürfen –, doch die Kommissare fanden heraus, dass sich der FA1L hinsichtlich der Anlenkpunkte des Motors, der Position und Größe des Tanks sowie einiger anderer Details vom 1987er FA1I unterschied, sodass er nicht als modifiziertes Vorjahresmodell akzeptiert wurde. Osella musste daher zum folgenden Rennen einige Änderungen an dem FA1L vornehmen.
Bei den Qualifikationsläufen der anschließenden Großen Preise zeigte Larini ausgesprochen wechselhafte Leistungen. In Mexiko, Kanada, Ungarn und Australien verpasste er jeweils die Qualifikation. Ansonsten ging er meist aus der letzten oder vorletzten Startreihe ins Rennen. Ausnahmen waren der Große Preis von Deutschland, wo er sich als 18. qualifizierte, und der Große Preis von Italien, bei dem der 17. Startplatz erreicht wurde. Das beste Qualifikationsergebnis aber brachte der Große Preis von Spanien: Hier ging Larini als 14. ins Rennen.
Wie im Vorjahr kam der Osella auch diesmal nur selten ins Ziel. Beim Großen Preis von Monaco, dem ersten Rennen, an dem der regelkonform nachgerüstete FA1L teilnahm, qualifizierte sich Larini für den 25. Startplatz, und das Rennen beendete er als Neunter. Es war die beste Positionierung seit drei Jahren und sollte zugleich das beste Ergebnis für Osella in dieser Saison sein. In Portugal erreichte Larini die einzige weitere Zielankunft dieses Jahres. Mit sieben Runden Rückstand wurde er Zwölfter. Beim verregneten Großen Preis von Großbritannien kam der Osella nicht ins Ziel – Larini war zuvor ohne Benzin ausgerollt –, wurde aber wegen der zurückgelegten Distanz noch als 19. gewertet. Bei allen anderen Rennen kam es infolge unterschiedlichster Defekte zu Ausfällen. Wiederholt brach die von Osella selbst konstruierte Halbwelle, immer wieder kollabierte auch der Motor, und in Japan fiel sogar mitten im Rennen ein Rad ab.
Insgesamt beendete Osella die neunte Formel-1-Saison ohne Weltmeisterschaftspunkte vor EuroBrun und Zakspeed als Drittletzter der Konstrukteurswertung. Aus Osellas Sicht war besonders ärgerlich, dass der ähnlich minimalistisch arbeitende Konkurrent Coloni, der einen achten Platz in Kanada erreicht hatte, eine bessere Position in der Konstrukteurswertung belegte.

### 1989
Die Formel-1-Weltmeisterschaft 1989 war ein Wendepunkt in der Formel-1-Geschichte: Erstmals seit 1977 fuhren wieder alle Fahrzeuge mit Saugmotoren. Nicht zuletzt durch die allgemeine Erwartung, das Verbot der Turbomotoren würde die Kosten eines Formel-1-Engagements erheblich reduzieren, war das Starterfeld auf ein seit langem nicht mehr gekanntes Maß angewachsen: Nachdem sich Onyx Grand Prix als weiteres neues Team gemeldet und der traditionsreiche Rennstall Brabham (mit unklaren Besitzverhältnissen) wieder in den Grand-Prix-Sport zurückgekehrt war, gingen 1989 insgesamt 20 Teams an den Start, von denen alle (mit der Ausnahme von EuroBrun Racing) zwei Fahrzeuge einsetzten.
Für Osella war die Formel-1-Weltmeisterschaft 1989 in vielerlei Hinsicht ein Neuanfang. Nach fünfeinhalb Jahren endete zwangsläufig die Beziehung zu Alfa Romeo, sodass Osella einen neuen Motorlieferanten benötigte. Diesen fand man frühzeitig in Cosworth, und damit befand sich Osella in guter Gesellschaft: Von den 20 Teams des Jahres 1989 verwendeten nicht weniger als zehn Rennställe das klassische britische Triebwerk. Auch in technischer und organisatorischer Hinsicht nutzte Osella die erheblichen Regeländerungen für eine Aufrüstung: der bisherige Sponsor Fondmetal, ein von Gabriele Rumi geleiteter Felgenhersteller aus Bergamo, übernahm zum Jahresbeginn Anteile am Rennstall und wurde damit (zunächst) Minderheitseigner an Osella Corse. Mit Rumis Unterstützung entstand in Volpiano in der Winterpause 1988/89 ein völlig neues Auto, der Osella FA1M. Das Fahrzeug hatte keine Gemeinsamkeiten mehr mit seinen auf Alfa Romeo-Komponenten beruhenden Vorgängern. Die Aerodynamik des gesamten Fahrzeugs war in einem Windkanal entwickelt worden, und dank der Verwendung leichter Materialien war der FA1M ein untergewichtiges Auto – beides hatte es bei Osella bislang nicht gegeben. Ein originelles Detail des FA1M war seine Feder-Dämpfer-Einheit, die aus Platzgründen waagerecht unter den Beinen des Fahrers installiert war. Sie erwies sich in der Praxis allerdings als hinderlich und wurde zum Saisonende wieder entfernt. Ein weiterer Vorteil des Osella waren die neuen Reifen von Pirelli, die jedenfalls in der Qualifikationsform den Konkurrenzprodukten von Goodyear weit überlegen waren. Den Neuanfang symbolisierte nach außen hin eine strahlend weiße Lackierung des FA1M.
Die Formel-1-Weltmeisterschaft 1989 verlief wechselhaft für Osella. Es gab einige Leistungen, die für Aufsehen sorgten; ihnen standen wiederholt gescheiterte Qualifikations- oder Vorqualifikationsergebnisse und zahllose technisch bedingte Zwischenfälle gegenüber.
Wie fast alle anderen Teams auch, setzte Osella 1989 zwei Wagen ein. Ein Fahrzeug war früh für Nicola Larini reserviert worden, das zweite ging an Piercarlo Ghinzani, der nach einigen schwachen Leistungen in den zurückliegenden Jahren bei Zakspeed und Ligier für 1989 kein weiteres Cockpit erhalten hatte und daher für eine letzte Saison zu seinem alten Arbeitgeber Osella zurückkehrte.
Osella musste, anders als die italienischen Konkurrenzteams Minardi, BMS/Dallara und Coloni, von Beginn der Saison an beide Fahrzeuge der Vorqualifikation unterziehen. Insbesondere Piercarlo Ghinzani hatte damit erhebliche Schwierigkeiten. Er konnte sich bei 16 Anläufen nur dreimal vorqualifizieren (in Ungarn, Spanien und Australien); bei den Rennen fiel der dann regelmäßig aus.
Nicola Larini zeigte deutlich bessere Leistungen. Er schaffte in acht von 16 Anläufen die Vor- und sodann auch regelmäßig die eigentliche Qualifikation. Bereits beim zweiten Rennen des Jahres, dem Großen Preis von San Marino, überraschte er mit dem 14. Startplatz, wobei er die Wagen der etablierten Konkurrenz von Benetton, Brabham oder Tyrrell deutlich hinter sich lassen konnte. Er beendete das Rennen als Zehnter. Dies sollte die einzige Zielankunft eines Osella in der Saison 1989 bleiben. Im Laufe des Jahres gelang es dem Team nicht, die teilweise sehr erfreulichen Qualifikationsergebnisse in Rennerfolge (oder auch nur Zielankünfte) umzusetzen. Ärgerlich war dies beim Großen Preis von Japan, wo Larini als Zehnter – die beste Startplatzierung eines Osella bislang – ins Rennen ging, bevor ihn Bremsprobleme aus dem Rennen waren. Das tragischste Rennen aber war der Große Preis von Kanada, in dem Larini von 17. Platz startete und sich zeitweilig bis auf den dritten Rang vorgekämpft hatte. Es war das erste Mal in der Formel 1, dass ein Osella-Pilot auf einem Podiumsrang unterwegs war. In der 34. Runde kämpfte Larini noch immer auf einem soliden vierten Platz, als überraschend der Motor kollabierte und damit eine kleine Sensation verhinderte. Bei anderen Gelegenheiten brach das Getriebe, oder die Elektronik setzte aus.
Diese technischen Defekte waren in der Szene als „Osella-Diseases“ bekannt. Sie zeigten, wie sehr Enzo Osella trotz seines neuen Teilhabers noch immer sparen musste. Und sie zeigten auch, dass es unerlässlich war, den Rennstall künftig auf gesunde finanzielle Beine zu stellen, um die technische Leistungsfähigkeit zu erhöhen. Enzo Osella, inzwischen hoch verschuldet, konnte dies allein nicht leisten. Daher sah er sich im November 1989 gezwungen, 51 % der Anteile an seinem Rennstall an Fondmetal zu verkaufen. Enzo Osella war in dem von ihm gegründeten Rennstall künftig nur noch Angestellter.

### 1990
Gabriele Rumi, der Chef des neuen Mehrheitsbesitzers Fondmetal, stattete das Turiner Team für die Formel-1-Weltmeisterschaft 1990 mit passablen Finanzmitteln aus. Erstmals seit vielen Jahren war bereits vor dem ersten Rennen das Budget für die gesamte Saison gesichert. Mit diesen Ressourcen stockte Osella zunächst sein Personal auf – das Team hatte nun ca. 40 Mitarbeiter und erreichte damit in etwa das Niveau von Minardi – sodann begannen die Arbeiten an einem neuen, jedenfalls aber modifizierten Fahrzeug. Zu den ersten beiden Rennen der Saison, dem Großen Preis der USA und dem Großen Preis von Brasilien, meldete Osella noch einmal die unveränderten Vorjahresfahrzeuge, die nunmehr FA1M-89 genannt wurden; ab dem Großen Preis von San Marino stand dem Team dann eine überarbeitete Version namens FA1ME zur Verfügung. Es ist zweifelhaft, ob es sich bei dem FA1ME um ein neu aufgebautes Auto handelte oder ob lediglich ein bereits 1989 hergestelltes Auto nachträglich umgerüstet wurde. Eine französische Quelle nimmt letzteres an. Der wesentliche Unterschied des FA1ME gegenüber dem FA1M bestand in der Lage der Feder-Dämpfer-Einheit: Sie war aus dem inneren Bereich des Cockpits wieder in die Fahrzeugnase verlegt worden. Darüber hinaus gab es neue Lufteinlässe. Das restliche Paket einschließlich des von Mader getunten Cosworth DFR-Motors und der im Qualifying zunächst weiter überlegenen Pirelli-Reifen blieb unverändert. Das Auto erschien in einer attraktiven Lackierung aus dunkelblau, rot und orange und verfügte neben Fondmetal noch über einige weitere (zumeist italienische) Sponsoren.
Nachdem Piercarlo Ghinzani Ende 1989 seine aktive Karriere beendet hatte und Nicola Larini nach drei Jahren in italienischen Teams zu Ligier gewechselt war, mussten Enzo Osella und Gabriele Rumi einen neuen Fahrer suchen. Ihre Wahl fiel auf den Deutschen Bernd Schneider, der im Jahr zuvor bei Zakspeed auf verlorenem Posten gekämpft hatte. Zum Jahreswechsel waren sich Osella und Schneider im Kern einig, doch Schneider war vertraglich noch an Zakspeed gebunden. Er bemühte sich angesichts der ungewissen Zukunft des deutschen Teams um eine Freigabe durch Erich Zakowski; Zakowski allerdings hoffte noch im Januar 1990 auf ein Wunder und hielt lange an Schneider fest. Zakowskis Wunder trat nicht ein; ein Team musste im Februar 1990 schließen. Dann allerdings war es für Bernd Schneider zu spät: Osella hatte sich in der Zwischenzeit für den Franzosen Olivier Grouillard entschieden, der bei Ligier durch Nicola Larini ersetzt worden war und interessierten Teams uneingeschränkt zur Verfügung stand. Ein zweites Auto wollte Osella in dieser Saison nicht einsetzen.
Grouillard und Osella leisteten insbesondere zu Saisonbeginn Bemerkenswertes. Unvergesslich ist das Auftaktrennen der Saison, jener atemberaubende Große Preis der USA in Phoenix, bei dem Teams wie Tyrrell, Minardi, BMS/Dallara oder EuroBrun Racing regelrechte Feuerwerke abbrannten – kurzfristige zwar, aber immer noch solche, die geeignet waren, den Topteams Sorgen zu bereiten: So ging beispielsweise Pierluigi Martini im Minardi aus der ersten Startreihe ins Rennen, das dann lange von Jean Alesi im Tyrrell angeführt wurde. Und auch Osella gelang in Phoenix ein kleines Wunder: Mit nur 1,3 Sekunden Rückstand auf die Pole-Zeit von Gerhard Berger im McLaren qualifizierte sich Grouillard für den achten Startplatz. So weit vorne war noch nie ein Osella in der Formel 1 gestartet (und es sollte auch nicht noch einmal vorkommen). Grouillard war damit nur drei Hundertstel Sekunden langsamer gewesen als der einen Platz vor ihm startende Alain Prost im Ferrari, während der zweite Ferrari von Nigel Mansell 1,5 Sekunden langsamer war als der Osella. Im Rennen selbst schlug sich Grouillard tapfer; in der 40. Runde lag er noch immer auf einem passablen zehnten Platz, bevor er mit Gregor Foitek im Brabham kollidierte und ausfiel.
In den folgenden Rennen ließen sich diese Leistungen nicht wiederholen. Sowohl die Topteams als auch Goodyear, deren Reifenlieferant, gewannen an Boden, sodass sich nach und nach die gewohnte Rangfolge der Teams wieder einstellte. Insgesamt konnte sich Grouillard zu neun von 16 Rennen qualifizieren; zweimal verpasste er die Vorqualifikation und fünfmal die Hauptqualifikation. Hatte Osella zunächst noch die nationale Konkurrenz von Minardi und BMS/Dallara einigermaßen im Griff gehabt, gewannen diese Teams im Laufe des Frühjahrs allmählich wieder die Oberhand. Im Sommer war Osella so weit abgerutscht, dass zwischen dem Großen Preis von Frankreich und dem Großen Preis von Ungarn keine einzige Rennteilnahme realisiert werden konnte. Grund hierfür war das miserable Handling des Wagens, das sich erst (dann allerdings deutlich) besserte, als zum Großen Preis von Belgien ein neuer Unterboden installiert wurde. Danach konnte sich Osella wieder regelmäßig im zweiten Drittel des Starterfeldes qualifizieren, doch der Wagen litt noch immer an mangelnder Zuverlässigkeit. Allein die Radlager brachen in drei Rennen und erzwangen ein vorzeitiges Ende. Insgesamt gab es nur vier Zielankünfte; das beste Resultat waren zwei 13. Plätze in Kanada und Australien.
Am Ende der Saison, als EuroBrun Racing, Life Racing und Onyx-Monteverdi aufgegeben hatten und Coloni kurz vor der Schließung stand, sah Enzo Osella, dass ein weiteres Überleben in der Formel 1 nur mit einer gefestigten finanziellen Grundlage und einer längerfristigen Strategie möglich war. Nach längerer Bedenkzeit entschloss er sich letztlich dazu, auch die ihm verbliebenen Anteile des Rennstalls an Fondmetal zu verkaufen und der Formel 1 nach elf Jahren den Rücken zu kehren. Der Rennstall zog daraufhin in der Winterpause 1990/91 von Turin nach Bergamo, wo er 1991 und 1992 unter dem Namen Fondmetal Corse weitergeführt wurde.

## Ergebnisse
| Jahr | Rennen                          | Fahrzeug   | Fahrer 1        | Fahrer 2       |
| ---- | ------------------------------- | ---------- | --------------- | -------------- |
| 1979 | 6-Stunden-Rennen von Pergusa    | Osella PA7 | Enrico Grimaldi | Lella Lombardi |
| 1979 | 6-Stunden-Rennen von Vallelunga | Osella PA7 | Giorgio Francia | Lella Lombardi |
| 1981 | 6-Stunden-Rennen von Mugello    | Osella PA9 | Giorgio Francia | Lella Lombardi |